# Chomutov
Chomutov (německy Komotau) je statutární město v Ústeckém kraji, 49 kilometrů jihozápadně od Ústí nad Labem. Město stojí na rozhraní Mostecké pánve a Krušných hor a protéká jím říčka Chomutovka. Žije v něm přibližně 47 tisíc obyvatel.
Chomutov vznikl v blíže neznámé době a poprvé byl už jako městečko zmíněn v polovině třináctého století, kdy jej získal řád německých rytířů. Řádu město patřilo do začátku patnáctého století. Většina obyvatel tehdy byla německé národnosti. V roce 1421 Chomutov dobyli husité. Město během husitských válek hospodářsky upadalo a zároveň do něj začali přicházet obyvatelé českého původu. S novými obyvateli se rozšířil také utrakvismus, který začali potlačovat až Lobkovicové ve druhé polovině šestnáctého století. Jiří Popel z Lobkovic tehdy ve městě založil jezuitskou kolej. Roku 1605 se měšťané vykoupili z poddanství a Chomutov se stal královským městem.
Novodobé dějiny města jsou spojeny s hornictvím a metalurgií. Nejstarším těžařským podnikem byl kamencový důl, který se od poloviny šestnáctého století nacházel na okraji města. Na začátku devatenáctého století byl zaplaven a na jeho místě vzniklo Kamencové jezero. Hnědé uhlí se začalo okolo Chomutova těžit ve druhé polovině osmnáctého století. O sto let později byly v provozu hlubinné doly přímo na území města. Nejvýznamnějším podnikem z nich byl Důl Jan Žižka uzavřený v roce 1992. Snadno dostupný zdroj energie a napojení města na železniční tratě vedly k rozvoji zpracování železa. Velkým podnikem se staly Mannessmannovy závody zaměřené na výrobu bezešvých trub a od roku 1917 pobočka Poldiny huti.
Metalurgie se ve městě rozvíjela i po druhé světové válce. Do města tehdy přicházeli noví obyvatelé za prací a další se do něj stěhovali během druhé poloviny dvacátého století z vesnic zaniklých v důsledku povrchové těžby v okolí. Město se tak začalo rozšiřovat o panelová sídliště a spolu s nimi se budovala potřebná infrastruktura (školy, zdravotnická zařízení, obchody). Tradice zpracování železa ve městě pokračuje i ve 21. století, kdy jsou ve městě v provozu podniky Válcovny trub Chomutov a Železárny Chomutov. Jinými zaměstnavateli jsou mimo jiné Sandvik, Xandor Automotive CZ nebo Parker Hannifin Industrial.
Město je centrem chomutovského okresu. Nachází se v něm nemocnice a několik středních škol. Střed Chomutova je chráněn jako památková zóna, jejíž součástí jsou například raně gotický kostel svaté Kateřiny, chomutovský zámek přestavěný na radnici nebo rozsáhlý barokní areál jezuitské koleje. Mezi sportovně rekreační cíle patří Zoopark Chomutov, Bezručovo údolí, Kamencové jezero, hokejová Rocknet aréna nebo relaxační centrum Aquasvět.

## Název
Název města může být odvozen z osobního jména Chomút, Chomout ve významu Chomoutův dvůr. Jiný výklad odvozuje název města ze slova chomútné, které označovalo druh celního poplatku. V historických pramenech se jméno vyskytuje například ve tvarech: Fridericus de Chomutov, filius Nacherati, fratribus hospitalis s. Marieae Theutunicorum dat oppidum Chomutov cum villis (1252), Chomontowe (1261), in Cometave (1281), in Chomutow (1290), in oppido Comatow (1321), in Chomatow (1325), in Chomotov (1330), de Chomutow (1332), comentur ze Comentow (1355), Comotaw (1369), de Chomutoua (1389), w Chomutowie (1455), Kommotau (1787) nebo Komotau, Kommotau a Kommothau (1846).

## Historie

### Středověk
První zmínka o Chomutově pochází z 29. března 1252, kdy Bedřich Načeradec z Chomutova daroval městečko řádu německých rytířů, kteří zde roku 1254 zřídili svou komendu.  Původní dřevěné hrazení bylo ve druhé polovině čtrnáctého století vystřídáno hradbami kamennými. Roku 1396 udělil komtur Albrecht z Dubé městu pečeť se znakem. Němečtí rytíři drželi chomutovské panství do roku 1411, kdy jim je po bitvě u Grunwaldu král Václav IV. (s výjimkou patronátu nad kostely) odňal. Dne 16. března 1421 byl Chomutov oblehnut husity a po dvou dnech obléhání byl dobyt a vypleněn a většina obyvatel povražděna. Poté město střídalo šlechtické majitele; naposledy jimi byli Hasištejnští z Lobkovic, kteří ve městě jako na jednom z prvních míst v Čechách prosazovali tvrdou rekatolizaci (1589 zde byla založena chomutovská jezuitská kolej). Roku 1591 se měšťané proti jezuitům vzbouřili a vyplenili jejich sídlo, za což byli dva z vůdců vzpoury popraveni. Po odsouzení Jiřího Popela staršího z Lobkovic mu byl roku 1594 Chomutov zkonfiskován Rudolfem II. Roku 1605 se chomutovští vykoupili z poddanství a od té doby byl Chomutov královským městem.

### Raný novověk

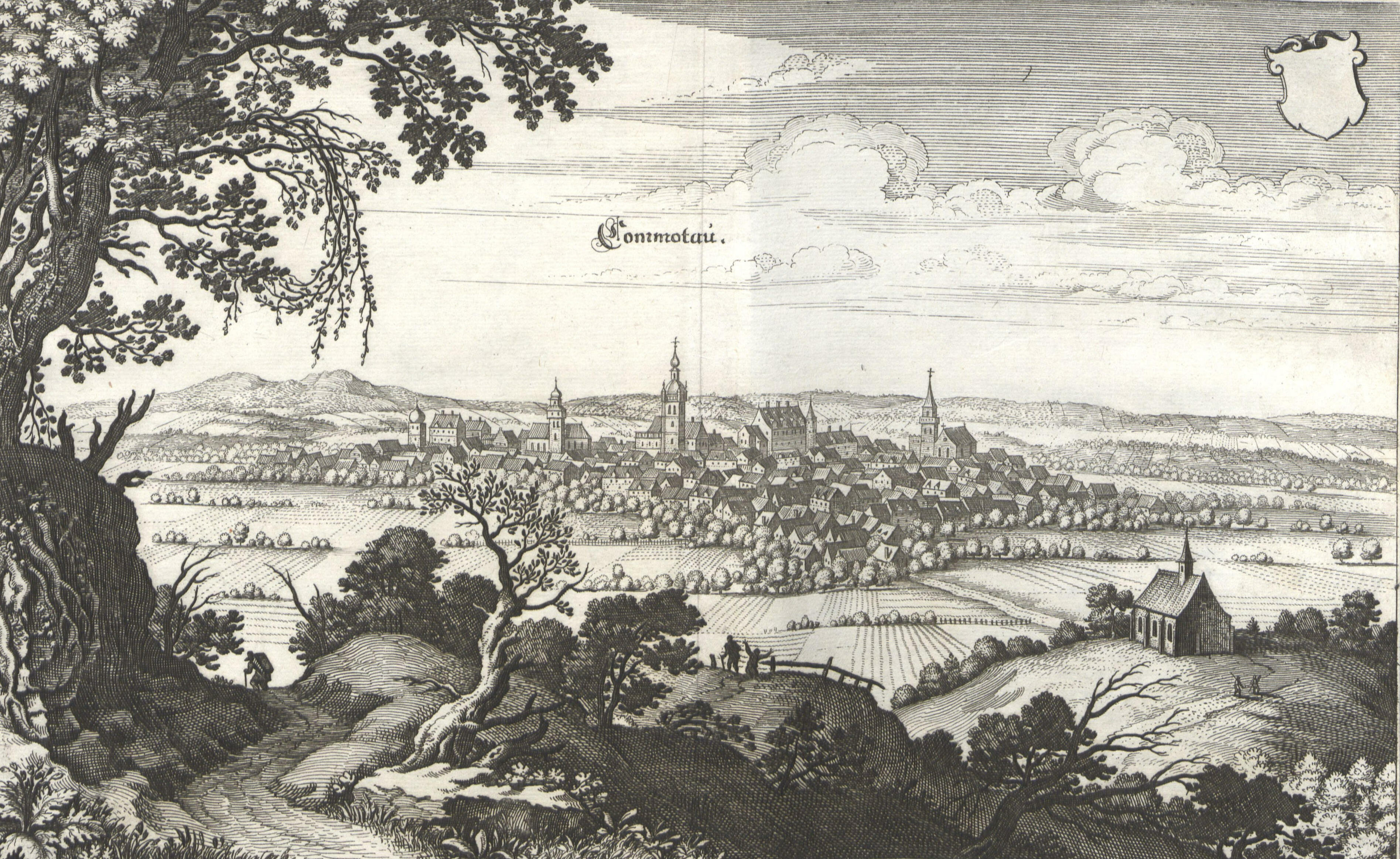
Pohled na Chomutov od Matthäuse Meriana, 1650

Nejstarším hornickým podnikem u Chomutova byl kamencový důl Kryštof chomutovského (původně pražského) měšťana Lazara Grohmana. Nacházel se spolu s vitriolovou hutí v prostoru dnešního Kamencového jezera. První písemná zmínka o dolu pochází z roku 1558 z privilegia vydaného Janem z Veitmile. Vytěžená surovina se zpracovávala na kamenec přímo na místě v huti, jejíž roční produkce se pohybovala v řádech desítek tun (např. v roce 1563 to bylo 62 t). Od roku 1770 se v huti začalo topit uhlím, které dodával důl v Pohlodech. Podmáčené území si po polovině sedmnáctého století vynutilo nákladnou stavbu asi 1500 m dlouhé odvodňovací štoly směrem k Otvicím, jejíž zhroucení v roce 1810 vedlo k zatopení dolu a ukončení provozu. Vzápětí sice byly učiněny pokusy o nové odvodnění a obnovení produkce, ale nebyly úspěšné.
Na přelomu padesátých a šedesátých let osmnáctého století byla postavena císařská silnice spojující Chomutov s Prahou, podél níž se rozvinula zástavba i na pravém břehu Chomutovky. Třebaže Chomutov ležel při této důležité spojnici do Saska, rostl až do poloviny devatenáctého století jen pozvolna. Obrat nastal až v sedmdesátých letech devatenáctého století napojením na železniční tratě vedoucí podél Krušných hor a ku Praze. V této době byly u Chomutova otevřeny hnědouhelné doly a roku 1870 založeny železárny, které po roce 1887 prosluly jako Mannesmannovy válcovny trub; roku 1890 se zde na prvním místě na světě začaly vyrábět bezešvé ocelové trubky. K válcovnám, situovaným na východním okraji města, přibyla roku 1917 jižně od Chomutova zbrojní pobočka kladenské Poldi, po válce přeorientovaná také na hutní výrobu.

### Těžba hnědého uhlí

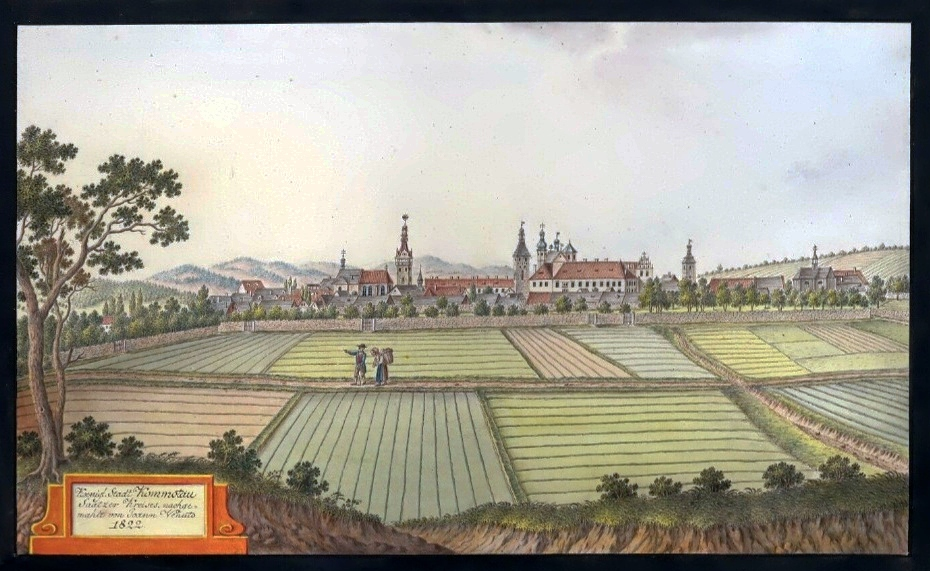
Pohled na Chomutov (kresba Johanna Venuta, 1822)

Největším chomutovským hnědouhelným dolem byl Důl Jan Žižka uzavřený až v roce 1992. Prvním podnikem v jeho dolovém poli byla šachta Augusta otevřená v šedesátých letech devatenáctého století. Během hospodářské krize v roce 1874 změnila majitele a dostala nové jméno Karel. Roku 1895 ho koupily blízké Mannessmannovy závody. Po poškození šachty Karel požárem byla v roce 1904 otevřena nová těžná jáma Julius hluboká 105 m a v roce 1946 přejmenovaná na Důl Jan Žižka. Ve stejné době, kdy byla otevřena Augusta, byl mezi Otvicemi a zaniklými Michanicemi otevřen důl Hugo spojený vlečkou s hlavní železniční tratí u Kamencového jezera. V 70. letech 19. století byl opuštěn s celkovou těžbou kolem 60 000 tun. Třetím významným chomutovským dolem byl Max na jižním okraji města. Vznikl také v 60. letech 19. století a již tehdy dosáhl hloubky přes 100 m. Těžily se v něm dvě sloje: svrchní (1,5–3 m) a spodní (5–6 m). Kromě nich se dobývaly také proplástky, které se používaly jako surovina pro výrobu kamence. Do uzavření v roce 1887 se v něm ročně vytěžilo 5–6 tisíc tun kamenečných surovin a za dobu jeho existence až 800 000 tun uhlí. Další doly se nacházely v Horní Vsi.

### Dvacáté století

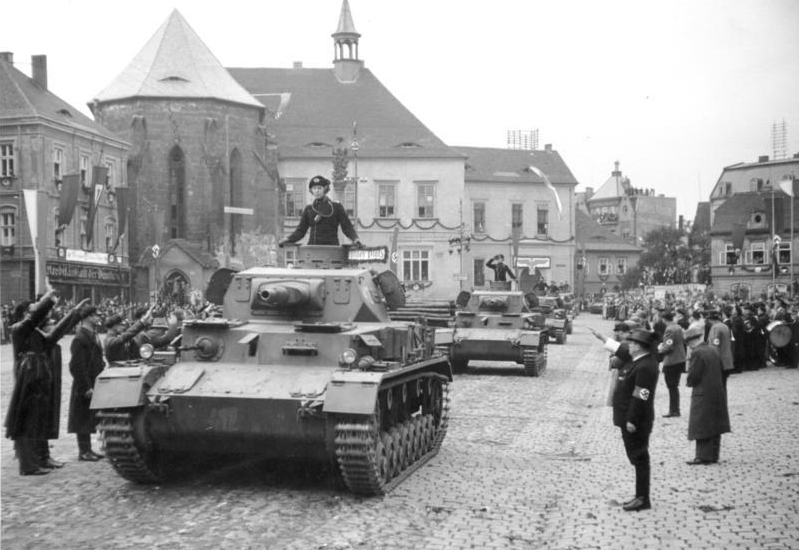
Centrum Chomutova s přehlídkou německých obrněných jednotek po obsazení Sudet

Roku 1928 byla k Chomutovu připojena Horní Ves (dnešní severozápadní část města). V souvislosti s Mnichovskou dohodou muselo být většinově německé město v říjnu 1938 odstoupeno nacistickému Německu, stalo se součástí Říšské župy Sudety (Reichsgau Sudetenland) a v jejím rámci vládního obvodu Ústí nad Labem. Chomutov byl osvobozen na samém konci války, 8. května 1945, a to jednotkami Rudé armády. V následujících měsících bylo německé obyvatelstvo z města vysídleno.

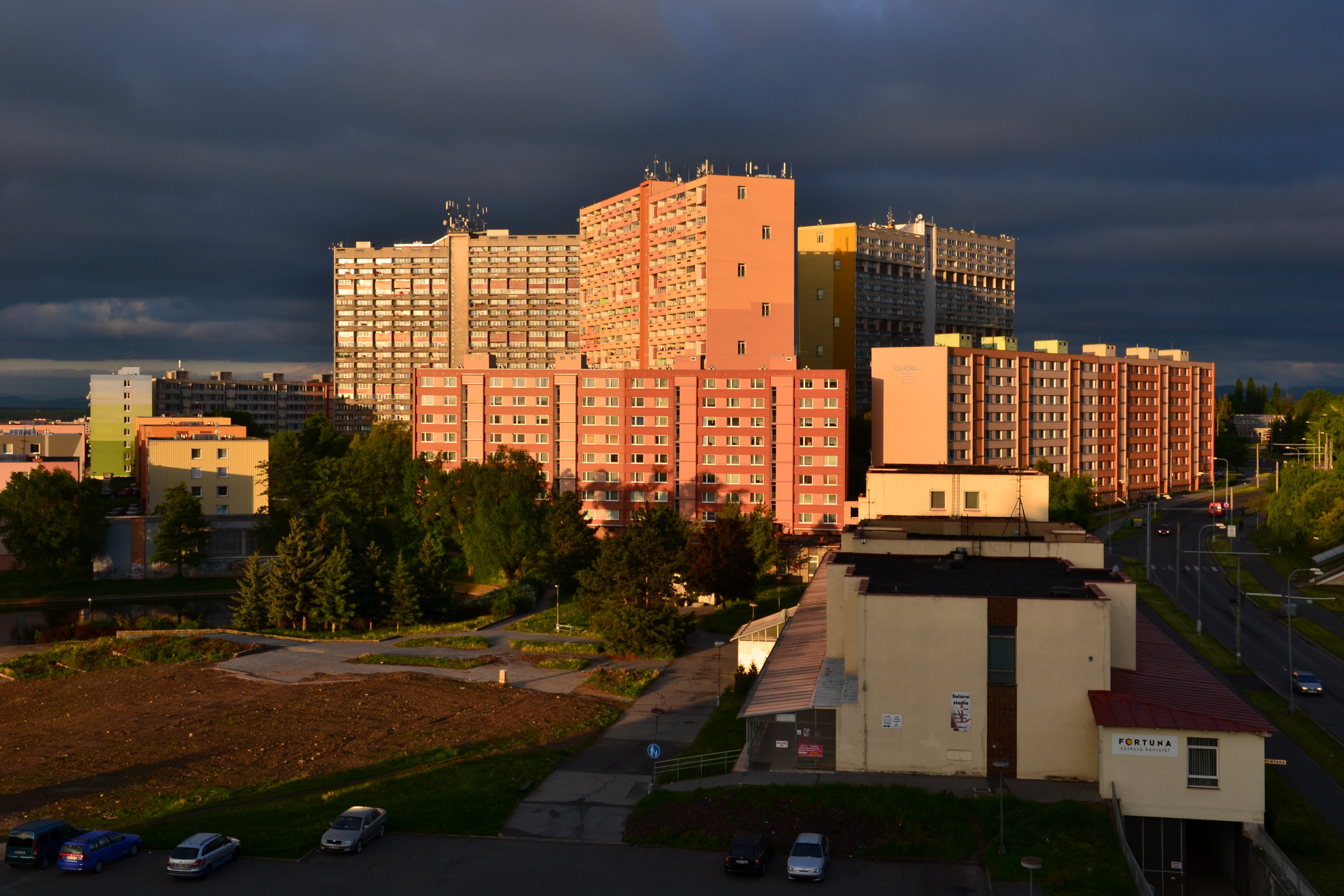
Experimentální domy s mezonetovými byty na sídlišti Březenecká

V šedesátých až osmdesátých letech dvacátého století došlo k rozsáhlé přestavbě města, která se výrazněji nedotkla historického jádra, jež je od roku 1992 městskou památkovou zónou. Plán na výstavbu sídlišť mezi Chomutovem a Jirkovem vznikal v šedesátých letech dvacátého století. Vycházel z předpokladu, že v roce 1975 bude žít v chomutovsko-jirkovské aglomeraci 95 000 lidí. O výstavbě sídlišť Březenecká a Kamenná bylo rozhodnuto v roce 1966 a v letech 1970–1971 také o sídlištích Zahradní a Písečná, přestože se s výstavbou druhých dvou počítalo až po roce 1980.
| Sídliště          | 2011  | 2021  |
| ----------------- | ----- | ----- |
| Březenecká        | 7 380 | 7 182 |
| Kamenná           | 3 274 | 2 998 |
| Písečná           | 3 485 | 3 266 |
| Pod Černým vrchem | 3 606 | 3 601 |
| U Jitřenky        | 3 293 | 3 075 |
| U Luny            | 3 017 | 2 869 |
| U Severky         | 1 187 | 1 142 |
| Zadní Vinohrady   | 2 072 | 1 945 |
| Zahradní          | 5 109 | 4 669 |

Jejich součástí se měly stát kromě až šestnáctipodlažních domů také nová nemocnice, gymnázium, bazén, domov důchodců, podzemní garáže a další objekty běžné vybavenosti. Z velkých plánů nakonec zůstaly jen kino s knihovnou (zbořeny během října a listopadu 2012), fotbalové hřiště s tenisovými kurty a obchodní centrum.
Sídliště Březenecká, Kamenná, Zahradní a Písečná spojují Chomutov s Jirkovem jako městskou aglomeraci s přibližně 64 000 obyvateli.
Sídliště Březenecká a Kamenná byla postavena v letech 1970–1985. Dominantou obou sídlišť měly být tzv. experimentální domy s mezonetovými byty nadlehčené nadzemními pilíři. Ve stylu Le Corbusierovy koncepce je inspirován marseillským kolektivním domem Unité d’habitation navrhl architekt Rudolf Bergr. Velké časové skluzy způsobené neobvyklým pracovním postupem způsobily, že z plánovaných šesti domů byly postaveny pouze tři. Na Březenecké byly částečně nahrazeny vybudováním tří třídílných třináctipodlažních domů v Holešické ulici a výstavbou Hutnické ulice na místě plánovaného domova důchodců. Oproti původním plánům, které počítaly se zahájením stavby po roce 1980, byla výstavba sídlišť Zahradní a Písečná zahájena už před rokem 1975. Důvodem bylo relativně snadné napojení na existující inženýrské sítě, horkovod z Komořan, budovaný čtyřproudový úsek silnice I/13 a také možnost využít občanskou vybavenost v Jirkově. Stavba proto byla zahájena v sousedství Jirkova a pohltila malé osady Keprtovo Pole a Kamenný Lom.
Po roce 1990 prošla většina panelových domů na sídlištích rekonstrukcí a v rámci projektu Sídliště – místo pro život, bylo vybudováno několik dětských hřišť, postupně jsou opravovány chodníky a rozšiřují se parkoviště.
Do roku 2002 byl Chomutov sídlem okresního úřadu, od 1. července 2006 je statutárním městem v čele s primátorem.

## Přírodní poměry
Město s historickým jádrem na levém břehu říčky Chomutovky v nadmořské výšce 340 m se rozkládá v Chomutovsko-teplické (mostecké) pánvi při úpatí Krušných hor. Terén je z větší části rovinatý, pouze okrajové čtvrti na severu a severovýchodě vystupují do svahů o několik desítek metrů. Na severovýchodě stavebně splývá s městem Jirkov.
Na jižním okraji Chomutova se mezi městem a Droužkovicemi nachází poddolované území, kde v důsledku poklesu povrchu vznikla soustava oprámů, která je od roku 2024 chráněna jako přírodní rezervace Pražská pole.

### Bezručovo údolí
Na severozápadním okraji města začíná Bezručovo údolí; třináct kilometrů dlouhé a až 200 metrů hluboké lesnaté údolí Chomutovky. V roce 2002 bylo vyhlášeno jako přírodní park a jeho část v roce 2013 jako přírodní památka. Severně od města se zvedá vrch Strážiště (511 metrů). Na vrcholu stojí hotel s bývalou vyhlídkovou věží.

### Kamencové jezero
Kamencové jezero je vodní plocha na severovýchodním okraji Chomutova v nadmořské výšce 337 metrů, která vznikla koncem osmnáctého století zatopením prostoru po těžbě kamencových břidlic  v letech 1558 až 1785. S rozměry 240 na 676 m zaujímá rozlohu 16,3 ha, maximální hloubka je 3,25 m a objem 285 000 m³. Vysoký obsah kamence ve vodě (kolem 1 %) omezuje ve vodě Kamencového jezera růst řas a sinic. V letních měsících je vyhledávaným místem ke koupání.

## Obyvatelstvo

### Počet obyvatel
Před zavedením pravidelného sčítání lidu v Chomutově žilo 1 129 (1702), 2 967 (1811) a 4 014 (1843) obyvatel.[zdroj?]
|           | 1869  | 1880   | 1890   | 1900   | 1910   | 1921   | 1930   | 1950   | 1961   | 1970   | 1980   | 1991   | 2001   | 2011   | 2021   |
| --------- | ----- | ------ | ------ | ------ | ------ | ------ | ------ | ------ | ------ | ------ | ------ | ------ | ------ | ------ | ------ |
| Obyvatelé | 8 183 | 11 707 | 15 280 | 19 813 | 24 869 | 28 010 | 33 279 | 28 848 | 33 070 | 40 051 | 51 769 | 53 107 | 51 007 | 48 328 | 45 549 |
| Domy      | 692   | 875    | 985    | 1 286  | 1 545  | 1 776  | 2 818  | 3 428  | 3 387  | 3 412  | 3 542  | 3 660  | 3 631  | 3 996  | 4 130  |

### Struktura obyvatelstva
Podle sčítání 1921 zde žilo v 1 271 domech 20 894 obyvatel, z nichž bylo 10 037 žen. 1869 obyvatel se hlásilo k československé národnosti, 18 042 k německé a 103 k židovské. Žilo zde 18 770 římských katolíků, 825 evangelíků, 80 příslušníků Církve československé husitské a 483 židů. Podle sčítání 1930 zde žilo v 2 818 domech 33 279 obyvatel. 4 449 obyvatel se hlásilo k československé národnosti a 27 609 k německé. Žilo zde 28 570 římských katolíků, 1 311 evangelíků, 529 příslušníků Církve československé husitské a 444 židů.

Věková struktura obyvatel obce Chomutov roku 2011
Rodinný stav obyvatel obce Chomutov roku 2011
Vzdělání obyvatel obce Chomutov roku 2011

### Židovská komunita

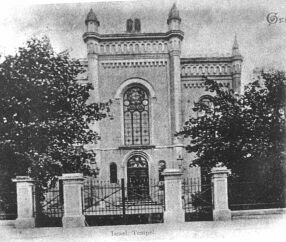
Chomutovská synagoga

Nejstarší zmínka o židovském osídlení Chomutova pochází z roku 1421. Ve městě mohli žít, pracovat a kupovat nemovitosti až do roku 1517, kdy Petr a Šebestián z Veitmile na žádost měšťanů Židy z města vypověděli. Měšťané za toto privilegium museli mlít obilí pouze v panském mlýně a hotově zaplatit 400 kop grošů. Židé se usídlili v okolních vesnicích, a přes četné zákazy i nadále s obyvateli města obchodovali. Početnější komunita v Chomutově poté existovala až od poloviny devatenáctého století. Největšího početního rozmachu se dočkala v roce 1880, kdy v Chomutově žilo 562 židů (pro srovnání v roce 1930 šlo o 444 osob). Židovská obec zdecimovaná holocaustem byla po druhé světové válce obnovena a připojena k židovské obci v Ústí nad Labem.
V Chomutově stály postupně tři synagogy. První dvě středověké beze stopy zmizely. Novodobá synagoga, postavená v roce 1876 v novorománském slohu, stávala na nároží ulic Mostecká a Karla Buriana. V listopadu 1938 byla vypálena během Křišťálové noci a posléze zbořena. Do dnešní doby se dochoval židovský hřbitov, který se nachází v sousedství městského hřbitova v Beethovenově ulici. V osmdesátých letech dvacátého století byl hřbitov přeměněn na park a v následujícím desetiletí v důsledku koncentrace sociálně patologických jevů uzavřen. Otevřen byl po rekonstrukci v roce 2008 a jeho součástí je pamětní deska a pomník.

### Německá komunita

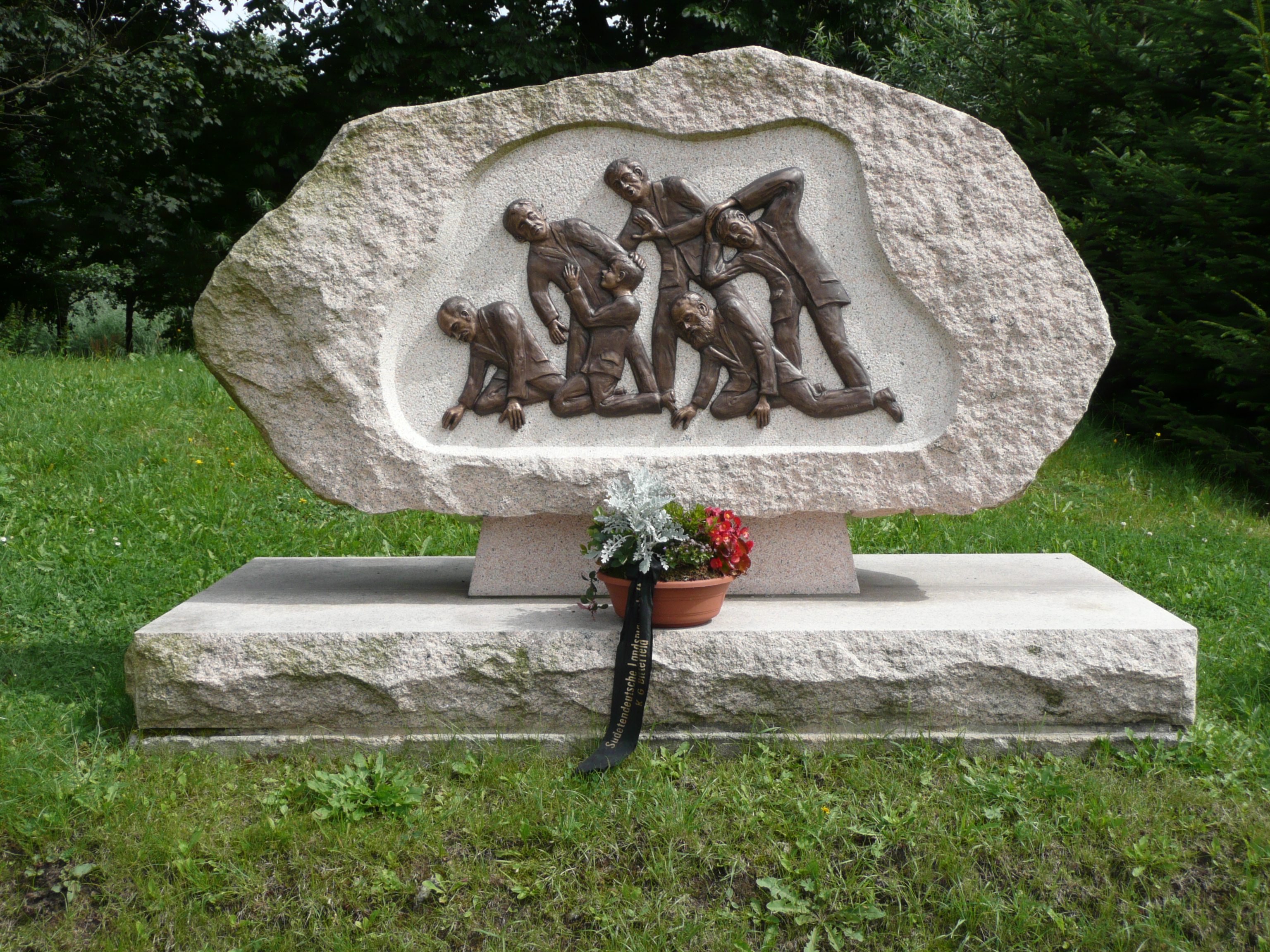
Památník obětem tzv. divokého odsunu z Chomutova do německému Maltheuernu

V roce 1930 žilo v Chomutově přes 27 tisíc Němců, tj. přes 80 % veškerého obyvatelstva. Podle Mnichovské dohody z roku 1938 se Chomutov stal součástí Německem obsazených Sudet, a mnoho Čechů, Židů a německých antifašistů emigrovalo na území tzv. druhé republiky.
Podle odhadů pamětníků mělo na počátku května 1945 žít v Chomutově na šedesát tisíc osob (před válkou v roce 1939 mělo město 33 475 obyvatel), z toho asi osmdesát Čechů, kteří ve městě zůstali po říjnu 1938. Z 8. na 9. května 1945 bylo město obsazeno oddílem Rudé armády pod velením majora Nosova. Čeští obyvatelé Chomutova, jakož i místní němečtí antifašisté a komunisté, založili dvanáctičlenný Československý národní výbor, jehož předsedou byl zvolen Josef Černý. Československý národní výbor byl později přeměněn na Národní revoluční výbor a všichni němečtí členové z něj byli vyloučeni. Tento byl ještě později přeměněn na Místní národní komisi.
Po nezbytném zprovoznění základních funkcí města, což trvalo asi do konce května, vydala chomutovská MSK nařízení, že „všichni Němci musí nosit na levém rukávu viditelnou bílou pásku“. Navíc bylo trestné používání československé trikolory Němci a označování domů, v nichž bydleli, československými a rudými vlajkami. Tyto domy měly být nadále označeny bílými prapory. Všechny ulice ve městě byly přejmenovány českými názvy. Dne 9. června byla vydána vyhláška, podle které se musely dostavit „všechny osoby německé národnosti mužského pohlaví ve stáří 13–65 let nejpozději do deseti hodin na bývalé hřiště DFK Chomutov u parku. Ženy, děti a starci nesmí opouštěti své byty.“ Podle vzpomínek pamětníků se dostavilo pět až osm tisíc Němců. Ti byli posléze třídenním pěším pochodem za asistence vojska vyhnáni po trase přes Jirkov – Kundratice – Dřínov – Jezeří do Nové Vsi v Horách. Během pochodu bylo údajně ubito, zastřeleno či jinak přišlo o život několik desítek osob. Českému doprovodu se však nepodařilo dojednat přechod do Německa, a proto byli všichni odvedeni do Záluží, kde někteří z nich zůstali až do roku 1946.
Na přelomu května a června vzniklo internační středisko v objektu bývalé sklárny v ulici Na Moráni, ve kterém bylo v noci ze 6. na 7. června zabito několik desítek Němců. Od 2. července začaly odjíždět transportní vlaky s německým obyvatelstvem přes Křimov a Reitzenhain do Německa. Do 8. září 1945 tak bylo v celkem patnácti železničních transportech odsunuto přes patnáct tisíc dalších Němců z Chomutova a vesnic v jeho okolí. V Chomutově smělo zůstat (na základě individuálního přezkoumání svých aktivit během okupace) jen několik set Němců, zejména antifašistů a komunistů. Chomutov pak byl - stejně jako jiné části českého pohraničí v době po druhé světové válce - dosídlen nově příchozími osadníky, v drtivé většině z východních částí ČSR. Tím se také zcela nenávratně proměnila celková sociokulturní skladba města.

## Obecní správa a politika

### Místní části

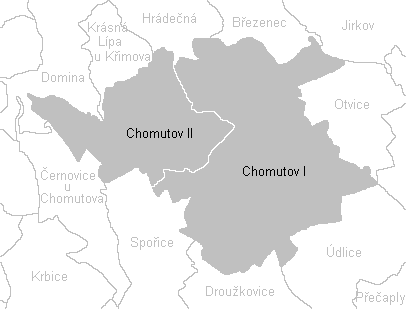
Katastrální území Chomutova

Město Chomutov se skládá ze dvou katastrálních území – Chomutov I a Chomutov II. Nedělí se na žádné místní části.

### Správní území
Chomutov byl dříve okresním městem, v současnosti je obcí s rozšířenou působností a pověřeným obecním úřadem. Okres Chomutov ale stále existuje a skládá se ze 44 obcí, správní obvod obce s rozšířenou působností z 25 obcí. Sousedními obcemi sídla jsou Blatno, Droužkovice, Křimov, Černovice, Jirkov, Pesvice, Spořice, Údlice a Otvice.

### Zastupitelstvo a starosta
Dne 22. května 1938 se konaly volby do obecních zastupitelstev. Z rozdělených 22 622 hlasů v Chomutově získaly 17 018 hlasů Sudetoněmecká strana, 1 912 hlasů Německá sociální demokracie, 369 KSČ a 2 653 hlasů spojené české strany.
Starostové
- 1800–1807 Franz Grönert
- 1807–1839 Jakob Dobrauer
- 1839–1850 Rudolf Grünewald
- 1850–1858 Georg Löw
- 1858–1870 Josef John
- 1870–1877 Heinrich Schmatz
- 1877–1881 Franz Tschörner
- 1881–1897 Franz Schreiter
- 1897–1910 Anton Schiefer
- 1910–1933 Ernst Storch[25]
- 1933–1938 Viktor Herbich
- 1938–1945 Eduard Fiedler

Předsedové národních výborů
- 1946–1947 Václav Strejc
- 1947–1948 Jaroslav Dosoudil
- 1948–1949 Bohumil Dobiáš
- 1949–1950 František Aubrecht
- 1950–1952 Jaroslav Albrecht
- 1952–1953 Jaroslav Třešňák
- 1953–1954 Josef Jakl
- 1954–1956 Bohumil Voldřich
- 1956–1957 František Aubrecht
- 1957–1960 Josef Kincl
- 1960–1970 Jaroslav Chuchel
- 1970–1971 Josef Pavlík
- 1971–1981 Jaromír Franče
- 1981–1989 Václav Šedivý

Starostové
- 1990–1992 Karel Mrázek (OF)
- 1993–1998 Bohumil Bocian (nezávislý, později ČSSD)
- 1998–2002 Alexandr Novák (ODS)
- 2002–2006 Ivana Řápková (ODS)

Primátoři
- 2006–2010 Ivana Řápková (ODS)
- 2010–2015 Jan Mareš (ČSSD)
- 2015–2016 Daniel Černý (PRO Chomutov)
- 2016–2024 Marek Hrabáč (ANO)[26]
- 2024–2025 Milan Petrilák (ANO)[27][28]

### Znak
Privilegium užívat vlastní znak získalo město od krále Ladislava dne 13. listopadu 1457. Ve znaku je stříbrná hradba, v jejímž středu se nachází brána s otevřenými zlatými veřejemi a vytaženou mříží. V bráně stojí v červeném štítku bílý český lev. Za hradbou jsou dvě bílé čtyřhranné věže. Každá má po jednom okně a je zakončena červenou střechou se zlatou cibulí. Nad štítem je zlatá královská koruna. Hlavní motiv znaku (brána se dvěma věžemi) je doložen na pečeti chomutovského komtura už v roce 1280 a nachází se i na pečeti, jejíž užívání městu povolil v roce 1396 Albrecht z Dubé.

## Hospodářství

### Služby
Ve městě se nachází mnoho obchodů a nákupních center. Z větších obchodních řetězců lze jmenovat např. Baumax, Kaufland, Globus, UNI Hobby, Lidl, Billa, Penny Market nebo Tesco.

## Doprava

### Silniční doprava
Na západě města končí dálnice D7 vedoucí z Prahy, městem prochází silnice I/7 (Spořice – Hora Svatého Šebestiána) a silnice I/13 (Karlovy Vary – Ostrov – Klášterec nad Ohří – Chomutov – Most – Teplice – Děčín – Nový Bor – Liberec – Frýdlant).

### Železniční doprava
Ve městě se nachází železniční stanice Chomutov na tratích 124, 130, 133, 137, 140 a železniční zastávka Chomutov město na tratích 130, 133. Železniční tratě spojené s Chomutovem jsou:
- č. 124 (Lužná u Rakovníka – Žatec – Chomutov)
- č. 130 (Ústí nad Labem – Bílina – Most – Chomutov)
- č. 133 (Chomutov – Jirkov – dříve až do Litvínova)
- č. 137 (Chomutov – Vejprty – Bärenstein)
- č. 140 (Chomutov – Kadaň – Karlovy Vary – Sokolov – Cheb)

### Městská hromadná doprava
Městskou dopravu zajišťují autobusy a od roku 1995 také trolejbusy. Provozovatelem patnácti autobusových a šesti trolejbusových linek je Dopravní podnik měst Chomutova a Jirkova (akciová společnost na níž má podíl 84,16 % Statutární město Chomutov a 15,84 % město Jirkov).

### Letecká doprava
Východně od města, v katastrálních územích sousedních obcí Otvice a Pesvice, se nachází mezinárodní letiště Chomutov.

## Společnost

### Školství
V roce 1591 se Jiří Popel z Lobkovic rozhodl založit v Chomutově jezuitskou školu. Gymnázium jezuité spravovali až do zrušení řádu v roce 1773. Poté bylo gymnázium pod správu cisterciáckého kláštera v Oseku a v roce 1909 bylo gymnázium zestátněno. Od roku 1932 německé gymnázium fungovalo v nové budově v Mostecké ulici.
Německá měšťanská škola působila od roku 1854 v památkově chráněné pozdně klasicistní budově na Husově náměstí. Česká škola byla otevřena až v roce 1905 a zpočátku měla jen dvě třídy, ve kterých se šedesát českých dětí učilo dvakrát týdně český jazyk. Roku 1862 se začalo vyučovat v nové dívčí škole, kterou provozoval řád sester Svatého kříže. V její budově z roku 1877 sídlí Střední zdravotnická škola založená v roce 1970. V poslední čtvrtině devatenáctého století byla otevřena novogotická budova učitelského ústavu v Beethovenově ulici (1874) a pozdně klasicistní budova Školy císaře Františka Josefa v ulici Na Příkopech.
České gymnázium bylo založeno v Chomutově až v roce 1935, ale protože nemělo svou budovu, probíhala výuka v budově tzv. Masarykovy školy a v pronajatých prostorách. Budovu gymnázia se nepodařilo vybudovat a česká výuka byla na několik let přerušena vzhledem k připojení Sudet ke Třetí říši a k vypuknutí druhé světové války. Česká výuka byla obnovena v roce 1945 po odsunu Němců, a to v budově bývalého německého gymnázia, v němž škola sídlí dodnes.
Založení průmyslové školy v Chomutově, dnes Střední průmyslová a Vyšší odborná, je bezprostředně spjato s intenzivním rozvojem průmyslu ve městě na samém počátku sedmdesátých let devatenáctého století. Plány pro první budovu školy vytvořil stavební a strojní inženýr Theodor Reuter, který se stal také prvním ředitelem školy. Slavnostní položení základního kamene k novostavbě se konalo 16. července 1874. Náklady na stavbu, prováděnou městem ve vlastní režii, činily 70 000 rakouských zlatých. Budova stála v tehdejší Pražské ulici, byla přízemní a měla celkem 17 místností. Stavba nové a větší budovy školy na dnešní Školní ulici byla zahájena na podzim 1901. Stavební práce pokračovaly natolik úspěšně, že již po necelém roce, 16. září 1902, začalo vyučování v nové budově, která svému účelu slouží doposud.
V roce 2016 v Chomutově působí městem zřizovaných čtrnáct mateřských, devět základních a dvě speciální školy. Město je také zřizovatelem Základní umělecké školy T. G. Masaryka a Střediska volného času Domeček Chomutov. Kromě nich jsou zde také dvě soukromé základní školy.
Jednotlivé školy jsou uvedené v seznamu:
- Základní škola Chomutov, Zahradní 5265
- Základní škola Chomutov, Na Příkopech 895
- Základní škola Chomutov, Kadaňská 2334
- Základní škola Chomutov, Písečná 5144
- Základní škola Chomutov, Hornická 4387
- Základní škola Chomutov, Školní 1480
- Základní škola Chomutov, Akademika Heyrovského 4539
- Základní škola Chomutov, Březenecká 4679
- Základní škola speciální a Mateřská škola, 17. listopadu 4728
- Základní škola speciální a mateřská škola, Palachova 4881
- Mateřská škola Chomutov, Jiráskova 4335
- Základní škola a mateřská škola Duhová cesta
- Základní škola a mateřská škola Svět

Střední školy jsou v Chomutově celkem čtyři:
- Gymnázium,
- Střední průmyslová škola a Vyšší odborná škola,
- Střední odborná škola energetická a stavební, Obchodní akademie a Střední zdravotnická škola,
- Střední škola technická, gastronomická a automobilní.[35]

### Kultura
- Oblastní muzeum v Chomutově
- Městské divadlo
- Galerie Špejchar, Lurago
- Kino Svět

### Sport
Chomutov má dva sportovní kluby v nejvyšší soutěží, jedním z nich jsou basketbalistky Levhartů Chomutov, které obvykle vystupují pod názvem Levhartice Chomutov. V nejvyšší soutěži působí od sezóny 2019/20 a mají na svém kontě dvě čtvrtfinále. Mužský tým hraje druhou nejvyšší soutěž, od roku 1995 ale strávil osm ročníků v NBL. Tím posledním byla sezóna 2012/13. Klub nesestoupil, ale ze soutěže se odhlásil kvůli ekonomickým problémům (jež souvisely se sporem s městem), načež byl přeřazen do oblastního přeboru (5. úroveň). Naopak ženský tým se mezi elitu vyšvihl odkoupením licence od Nymburku. Své domácí zápasy odehrávají muži i ženy v Městské sportovní hale Chomutov (Mánesova 4980) s kapacitou 1 700 diváků.
Futsalový klub FC Baník Chomutov hraje také nejvyšší soutěž 1. futsal ligu.
Tam hrají také muži i ženy klubu Florbal Chomutov. Jak mužský, tak ženský tým působí ve druhé nejvyšší soutěži. Naopak nejvyšší soutěž hraje mužský softbalový tým Beavers Chomutov.

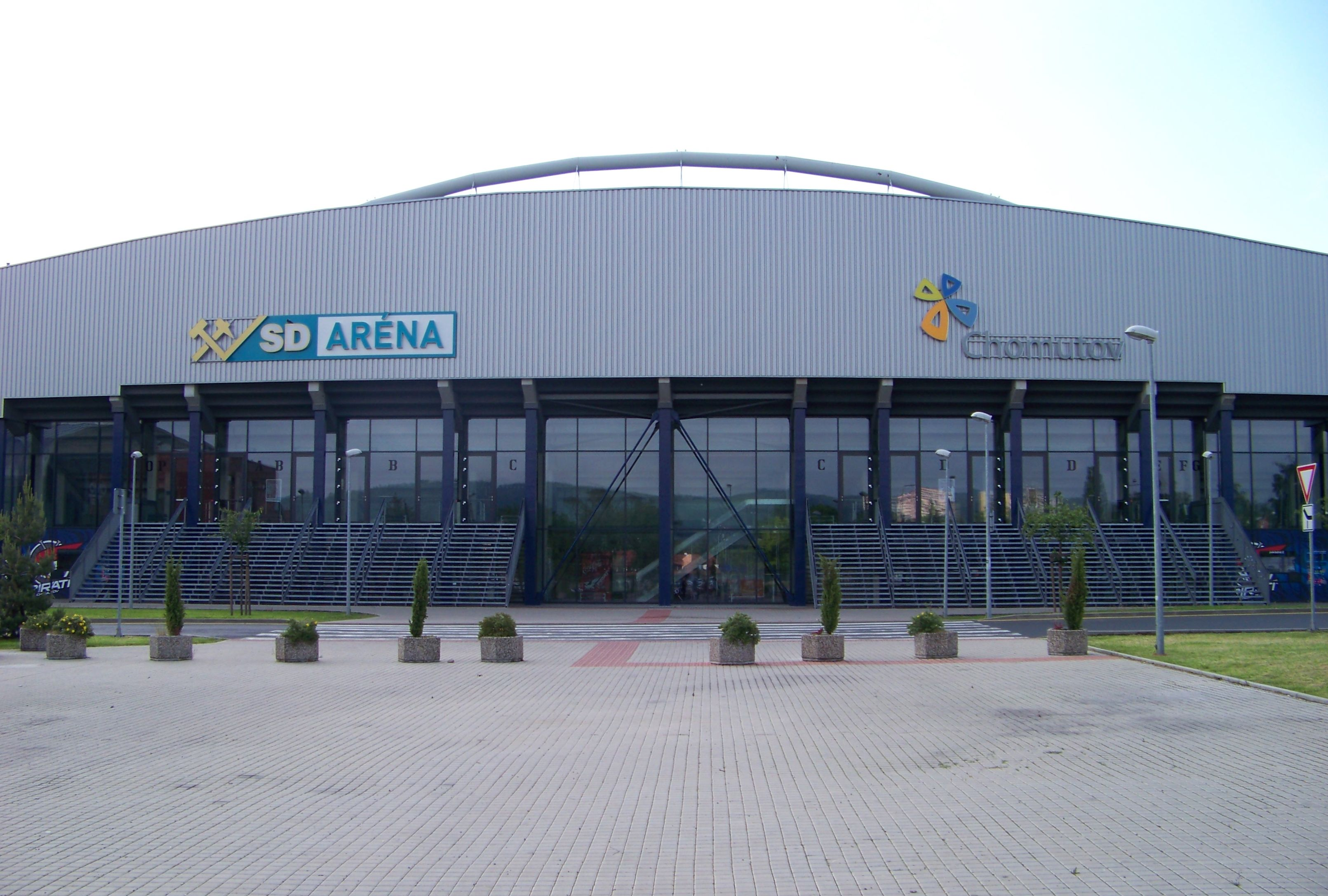
Rocknet aréna

Výraznou kapitolu v dějinách chomutovského sportu napsali hokejisté klubu Piráti Chomutov. Ti byli poměrně úspěšní již v 50. letech 20. století (pod názvem Baník Chomutov), kdy si připsali druhé (1955/56) a třetí místo (1954/55) v nejvyšší československé soutěži. První ligu chomutovští drželi až do roku 1964, strávili v ní třináct sezón v řadě. V éře Československa se do nejvyšší ligy ještě dvakrát vrátili, ale vždy následoval okamžitý sestup (1967/68, 1973/74). Návrat se konal až v samostatném Česku. V sezóně 2012/13 se nejvyšší soutěž do Chomutova po čtyřech desítkách let vrátila. Následovalo  sedm let (přerušených jedním sestupem), jejichž vrcholem bylo semifinále a celkové 4. místo v sezóně 2016/17, pod vedením trenéra Vladimíra Růžičky. Roku 2019 však přišel sestup, načež následoval rychlý pád ekonomický. Neúspěšné insolvenční řízení vedlo k odebrání prvoligové licence (opravňující hrát druhou nejvyšší soutěž) a k přeřazení do krajského přeboru. Z něho se Piráti dostali do třetí nejvyšší soutěže, v níž působili od ročníku 2022/23. V sezóně 2023/2024 postoupili do 1. ligy.Chomutovský dres oblékali hráči jako Radek Duda, Roman Červenka, Michal Vondrka nebo Vladimír Růžička mladší. Domovským stánkem klubu je Rocknet aréna vlastněná městem a postavená roku 2011. Již před válkou působil jednu sezónu v nejvyšší československé soutěži německý klub DFK Komotau (1937/38). Ovšem ani ji nedohrál, z politických důvodů z ní odstoupil. 
Vrcholem fotbalistů FC Chomutov byla druhá nejvyšší soutěž. V roce 1986 sahali po postupu do soutěže nejvyšší, ale nevyšlo to. Působí v divizi, tedy na čtvrté úrovni soutěží v Česku. Dres Chomutova oblékal v letech 1967–1970 i vicemistr světa Josef Jelínek. Domovem klubu je Letní stadion, kde se v roce 2013 konalo finále českého poháru. 
K dalším významným sportovištím ve městě patří Aquasvět, který nahradil staré Městské lázně, dále Loděnice na Kamencovém jezeře nebo Wake-park.

## Pamětihodnosti

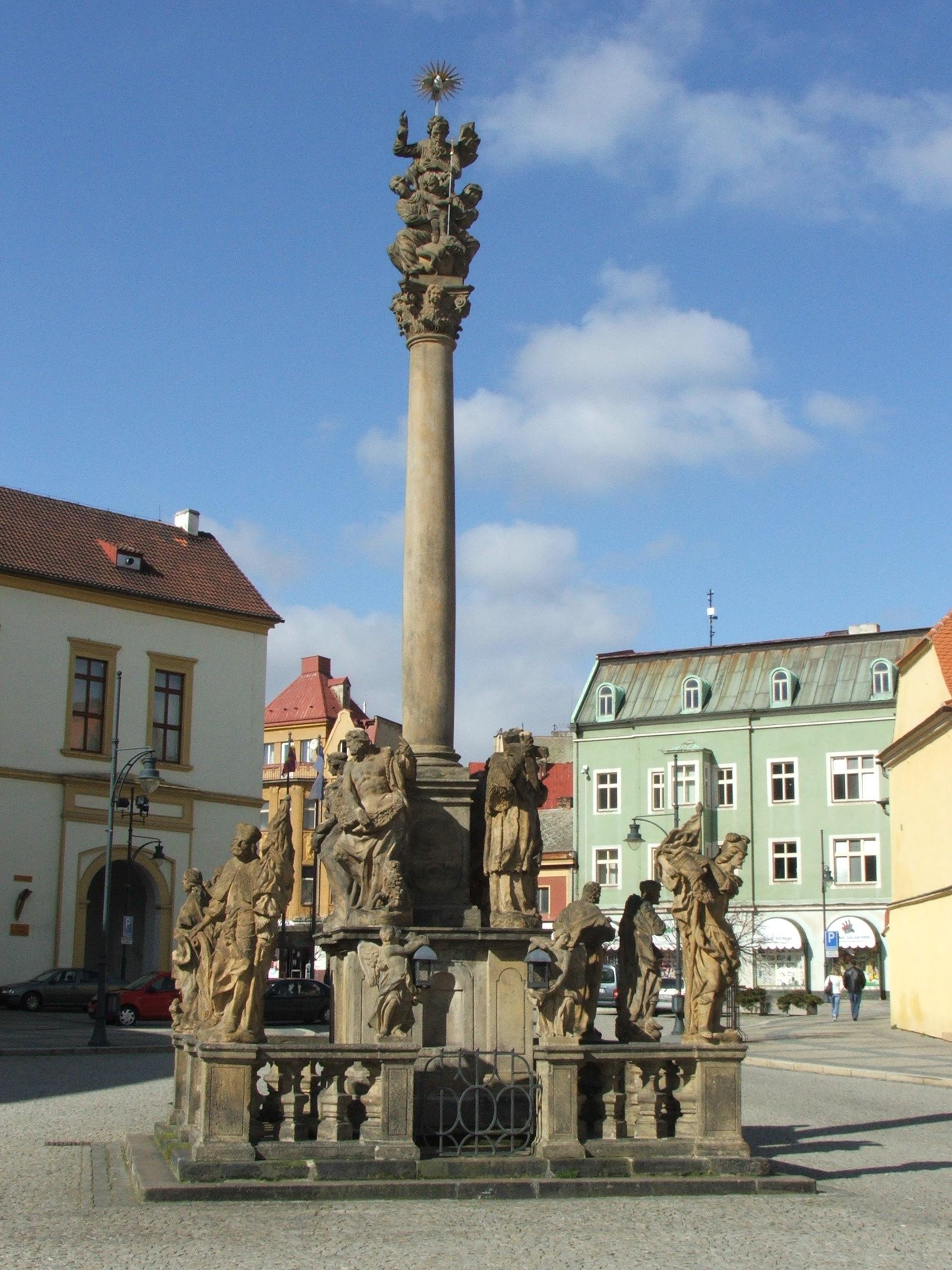
Sloup Nejsvětější Trojice v pozadí vlevo s budovou radnice

Středem historického města je protáhlé, podloubím lemované náměstí 1. máje s barokním sloupem Nejsvětější Trojice od Ambrože Laurentise, z roku 1697, obklopeným sedmi sochami světců, z let 1725–1732. Při severozápadní straně náměstí stojí budova původní řádové komendy později přestavěné na renesanční zámek, který je od roku 1607 městskou radnicí. K radnici přiléhá nejcennější stavba ve městě, raně gotický kostel svaté Kateřiny, dokončený roku 1281. Na protější straně severní části náměstí stojí pozdně gotický kostel Nanebevzetí Panny Marie z let 1518–1542. K němu přistavěná Městská věž je vysoká 53 metrů a postavena byla po velkém požáru města v roce 1525. V letní sezóně slouží jako vyhlídka.
V jihovýchodním rohu náměstí stojí raně barokní kostel svatého Ignáce s dvojicí věží v severním průčelí postavený pro jezuity Carlem Luragem v letech 1663–1671. K východní straně kostela přiléhá tzv. Špejchar, budova z počátku sedmnáctého století, v níž měli jezuité původní kostel, později upravený na divadelní sál. Středisko knihovnických a kulturní služeb v něm provozuje galerii. V jižním sousedství kostela svatého Ignáce se nachází jezuitská kolej z přelomu šestnáctého a sedmnáctého století, ve které sídlí Středisko knihovnických a kulturních služeb Chomutov. Součást jejího ohrazení je nejspíše nesprávně považována za pozůstatek městských hradeb.
Z měšťanských domů na náměstí 1. máje je významný barokně upravený nárožní dům čp. 4 na náměstí s gotickou dispozicí, který byl až do počátku sedmnáctého století městskou radnicí a v devatenáctém století sídlem městského soudu. Interiér a podloubí pozdně gotického domu čp. 9 (tzv. Collinova domu) z konce patnáctého století jsou zaklenuté sklípkovými klenbami.
Ve městě je rozmístěna řada barokních plastik, z nichž se však většina nenachází na svém původním místě a některé pochází ze zaniklých sídel chomutovského okresu. Mnoho plastik, kamenných náhrobků a božích muk a architektonických článků je uloženo a zpřístupněno v lapidáriu Oblastního muzea. Ke kvalitním drobným památkám patří kaple Panny Marie v Mostecké ulici na sídlišti Zadní Vinohrady.

### Zaniklé památky

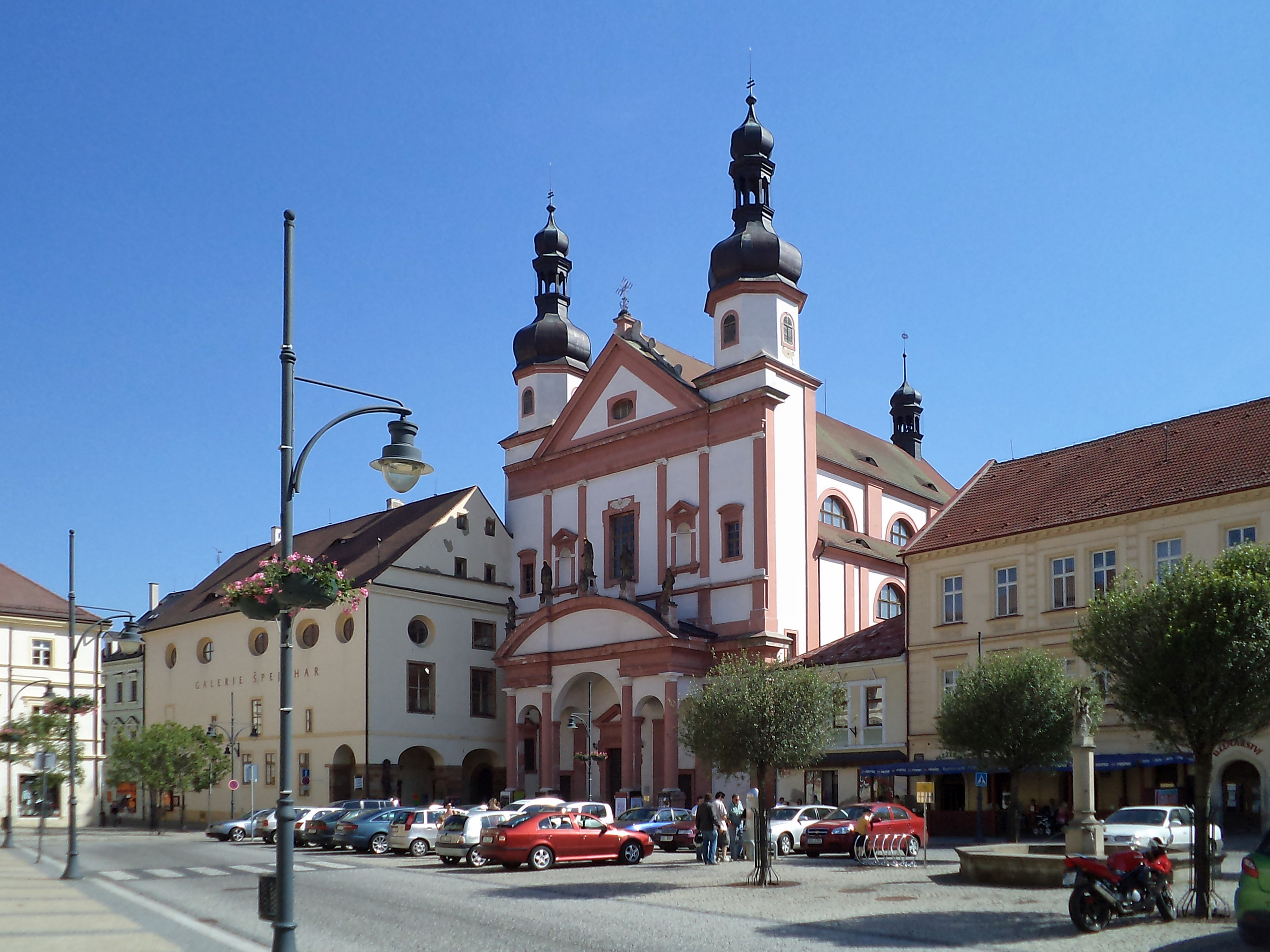
Kostel svatého Ignáce

V bývalém Dolním předměstí v místech parku, kde stojí novorenesanční budova okresního soudu z roku 1871, se nacházel hřbitov s kostelem svatého Wolfganga. Kostel byl zrušen již v roce 1798, ale jeho budovu zbořili až po otevření nového hřbitova v Beethovenově ulici po roce 1859. Během stavby Městských lázní byl v roce 1972 odstřelen novogotický evangelický kostel na rozhraní Farského a Mánesovy ulice. Kromě nich na území města zanikla řada menších kaplí. Na počátku nacistické okupace byla během tzv. Křišťálové noci z 9. na 10. listopadu 1938 vypálena a zničena zdejší synagoga.

### Podkrušnohorský zoopark
Zoopark Chomutov je zoologická zahrada zaměřená na chov evropských a asijských zvířat (vlk, zubr, medvěd, tuleň atd.), Zoopark ze severní strany přiléhá ke Kamencovému jezeru a svojí rozlohou je největším zoo v České republice. Součástí zooparku je i Kaštanka, která je považována za nejstarší a nejsevernější sad památných stromů kaštanovníků setých v České republice. V minulosti byl součástí parku i recesistický výběh ropáka bahnomilného, který ale zoo zrušilo, když se stal předmětem soudního sporu, protože byl vytvořen bez vědomí výtvarnice Barbary Šalamounové, která vytvořila výtvarnou podobu ropáků pro studentský film Jana Svěráka.

## Osobnosti
Od roku 2005 uděluje Magistrát města Chomutova ocenění významným osobnostem, které se zasloužily o veřejný život ve městě nebo šíření jeho dobrého jména. Seznam držitelů ceny je uveden v článku cena Jiřího Popela z Lobkovic.

### Vlastníci města
Většinu patnáctého století, po vyhnání řádu německých rytířů, Chomutov spravovala královská komora, která město postupně zastavila řadě šlechticů. Obvykle však známe jen rok udělení města do zástavy.
- do roku 1252: Bedřich z Chomutova – první známý majitel města
- 1252–1411: řád německých rytířů
- 1411–1488: královská komora, zástavní držitelé:
  - 1414: Půta z Illburka
  - 1416: Václav IV.
  - 1424: Mikuláš Chudý z Lobkovic
  - 1436: Jakoubek z Vřesovic
  - 1439–1452: Jan z Vřesovic[54]
  - 1454: Mikuláš II. z Lobkovic
  - 1455–1465: Jan Calta z Kamenné Hory
  - 1465: Burian II. z Gutštejna
  - 1465–1483: Bonuše (Anna), dcera Jana Calty z Kamenné Hory
  - 1483–1488: Beneš z Veitmile
- 1488–1496: Beneš z Veitmile
- 1496–1513: bratři Jan, Michal, Kryštof, Šebestián z Veitmile a jejich strýcové Ladislav a Zikmund (Michal, Kryštof, Ladislav a Zikmund postupně umírají)
- 1513–1529: bratři Jan a Šebestián z Veitmile
- 1529–1549: Šebestián z Veitmile
- 1549–1560: Jan z Veitmile a 2 jeho bratranci
- 1560–1571: Ferdinand II. Tyrolský
- 1571–1583: Bohuslav Felix Hasištejnský z Lobkovic
- 1583–1588: Bohuslav Jáchym z Lobkovic
- 1588–1594: Jiří Popel z Lobkovic
- 1594–1605: královská komora (správci Jan Vřesovec na Podsedicích a Hans z Zettelbergu)
- 1605–1918: svobodné královské město

### Rodáci

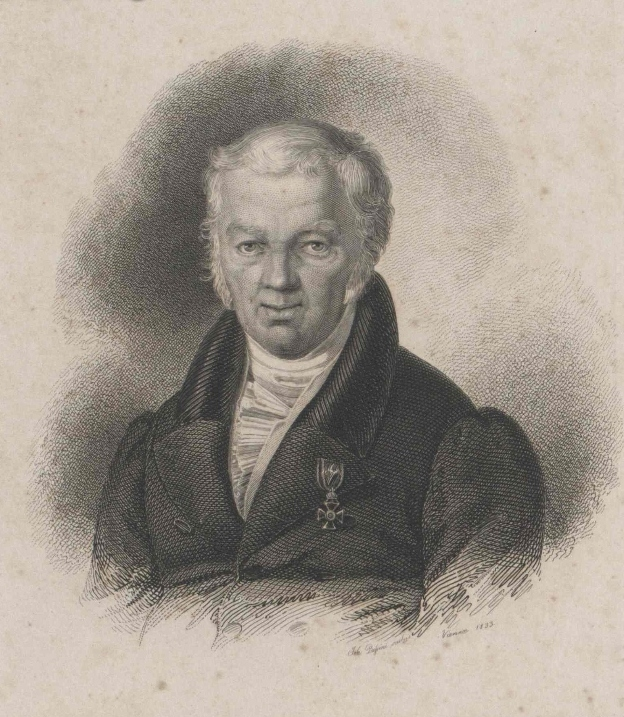
František Josef Gerstner

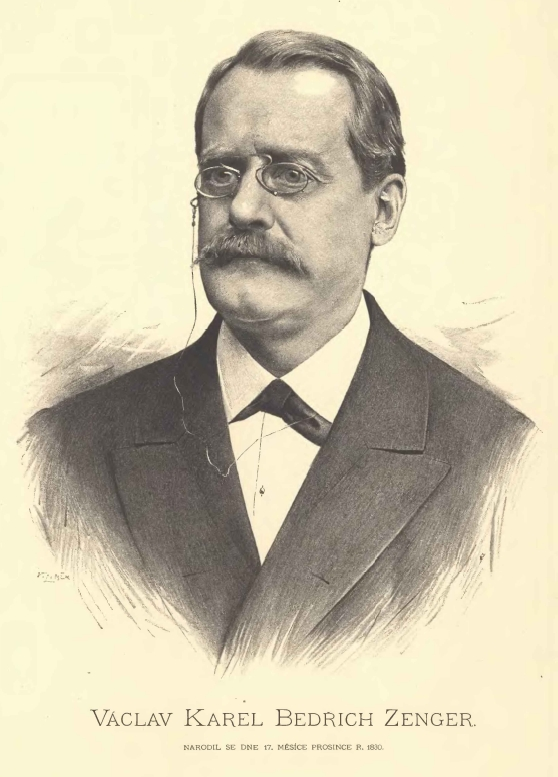
Václav Zenger

- Jan Jakub Weingarten (1692–1701), právník
- Johann Joseph Urtika (1710–1784), český kronikář a městský písař v Chomutově, úředník mincovního a horního úřadu v Čechách
- František Josef Pubička (Pubitschka) (1722–1807), jezuita, děkan filozofické fakulty a historik
- František Josef Gerstner (1756–1832), profesor matematiky a mechaniky
- Anton Schreiter (1810–1884), politik
- Marie Šechtlová (1928–2008), fotografka
- Václav Zenger (1830–1908), fyzik a meteorolog
- Raimund von Stillfried (1839–1911), rakouský úředník, malíř a fotograf
- Gustav Brosch (1844–1924), rakouský polárník a námořní důstojník
- Franz Höfer von Feldsturm (1861–1918), rakouský polní podmaršálek
- Jindřich Uzel (1868–1946), zoolog
- Mája Čapková-Oktávcová (1888–1966), duchovní a překladatelka
- Ernst Fischer (1899–1972), rakouský spisovatel a komunistický politik, ministr kultury
- Erich Heller (1911–1990), vysokoškolský učitel, germanista
- Otto Cimrman (1925–1988), hokejista
- Ruth Maria Kubitschek (1931–2024), německo-švýcarská herečka a spisovatelka
- Jaroslav Tetiva (1932–2021), basketbalista
- Josef Klíma (1938–2018), hokejista
- Jiří Žáček (* 1945), básník, spisovatel a překladatel
- Vlastimil Harapes (1946–2024), český tanečník, režisér a choreograf
- Jiří Bulis (1946–1993), hudebník
- Ilja Sainer (1947–2008), malíř a sochař
- Václav Poštolka (1948–2009), geograf
- Zdena Benešová (* 1949), archivářka
- Petr Leška (* 1949), hokejista
- Irena Ondrová (1949–2021), politička
- Jiří Polanský (* 1950), politik
- Zdeněk Beneš (* 1952), historik
- Vojtěch Návrat (* 1953), keramik
- Ladislav Drlý (* 1953), politik
- Jaroslav Krákora (* 1955), lékař a politik
- Jiří Janda (* 1956), sochař
- Vladimír Kýhos (* 1956), hokejista
- Antonín Jelínek (* 1956), zápasník
- Jiří Hromada (* 1958), herec a politik
- Lydie Kheková (1958–2018), keramička
- Ilona Mauritzová (* 1959), vysokoškolská pedagožka a politička
- Luboš Veselý (* 1961), herec
- Jan Konvalinka (* 1963), biochemik a prorektor Univerzity Karlovy
- Olga Krumlovská (* 1963), spisovatelka
- Lubomír Moudrý (* 1963), zoolog
- Zdeněk Urban (* 1963), fotbalista
- Jiří Kalous (* 1964), hokejista
- Petr Klíma (1964–2023), hokejista
- Miloslav Netušil (* 1964), gymnasta
- Tomáš Cihlář (* 1967), biochemik a virolog
- Jiří Řehák (* 1967), učitel a politik
- Miroslav Šuta (* 1969), lékař a publicista
- Pavel Markvart (* 1970), politik
- Oldřich Krejčoves (* 1971), kytarista
- Daniel Černý (* 1972), politik
- Marek Hrabáč (* 1973), politik
- Dana Poláková (* 1973), herečka
- Petr Hlaváček (* 1974), historik
- Patrik Gedeon (* 1975), fotbalista
- Zdeněk Godla (* 1975), herec romského původu
- Petr Leška (* 1975), hokejista
- Jiří Pospíšil (* 1975), politik
- Marek Hilšer (* 1976), lékař a politik
- Markéta Jeriová (* 1976), sáňkařka
- Roman Harvatovič (* 1978), hokejista
- Viktor Hübl (* 1978), český hokejista
- Pavla Rybová (Hamáčková) (* 1978), česká atletka, halová mistryně světa a halová mistryně Evropy ve skoku o tyči
- Luboš Horčička (* 1979), hokejista
- David Hájek (* 1980), hokejista
- Jaromír Baxa (* 1982), ekonom a politik
- Štěpán Horváth (* 1982), boxer
- Jana Tesaříková (* 1982), výtvarnice a hudebnice
- David Weingärtner (1985–2015), hudebník
- Roman Chlouba (* 1991), hokejista
- Simona Baumrtová (* 1991), plavkyně, olympionička, mistryně Evropy 2013
- Nicolas Hlava (* 1994), hokejista
- Martin Jech (* 1996), horolezec

### Ostatní osobnosti
- Ignác Tirsch (1733–1781), jezuitský misionář, autor kreseb v díle Codex pictoricus Mexicanus
- Hans Goldmann (1899–1991), švýcarský oftalmolog, rektor univerzity v Bernu
- Erich Heller (1911–1990), britský filozof, esejista, profesor univerzity Northwestern v Evanstonu (Illinois, USA)
- Ernst Heinrich Hassler alias Ernst Hall (* 1922), německý publicista a spisovatel
- Jiří Heřt (1928, Louny – 2014, Chomutov), profesor anatomie, Rytíř českého lékařského stavu, v pořadí druhý předseda českého klubu skeptiků Sisyfos

## Partnerská města
V blízkosti městského parku na pěší zóně za obchodním domem Chomutovka se nachází Sloup partnerství, na němž je kromě jiného umístěna i mramorová deska, která uvádí partnerská města Chomutova (včetně bývalého partnera Arenzana v Itálii) a rok uzavření smlouvy o partnerství.
- Annaberg-Buchholz, Německo
- Bernburg, Německo
- Trnava, Slovensko

## Fotogalerie

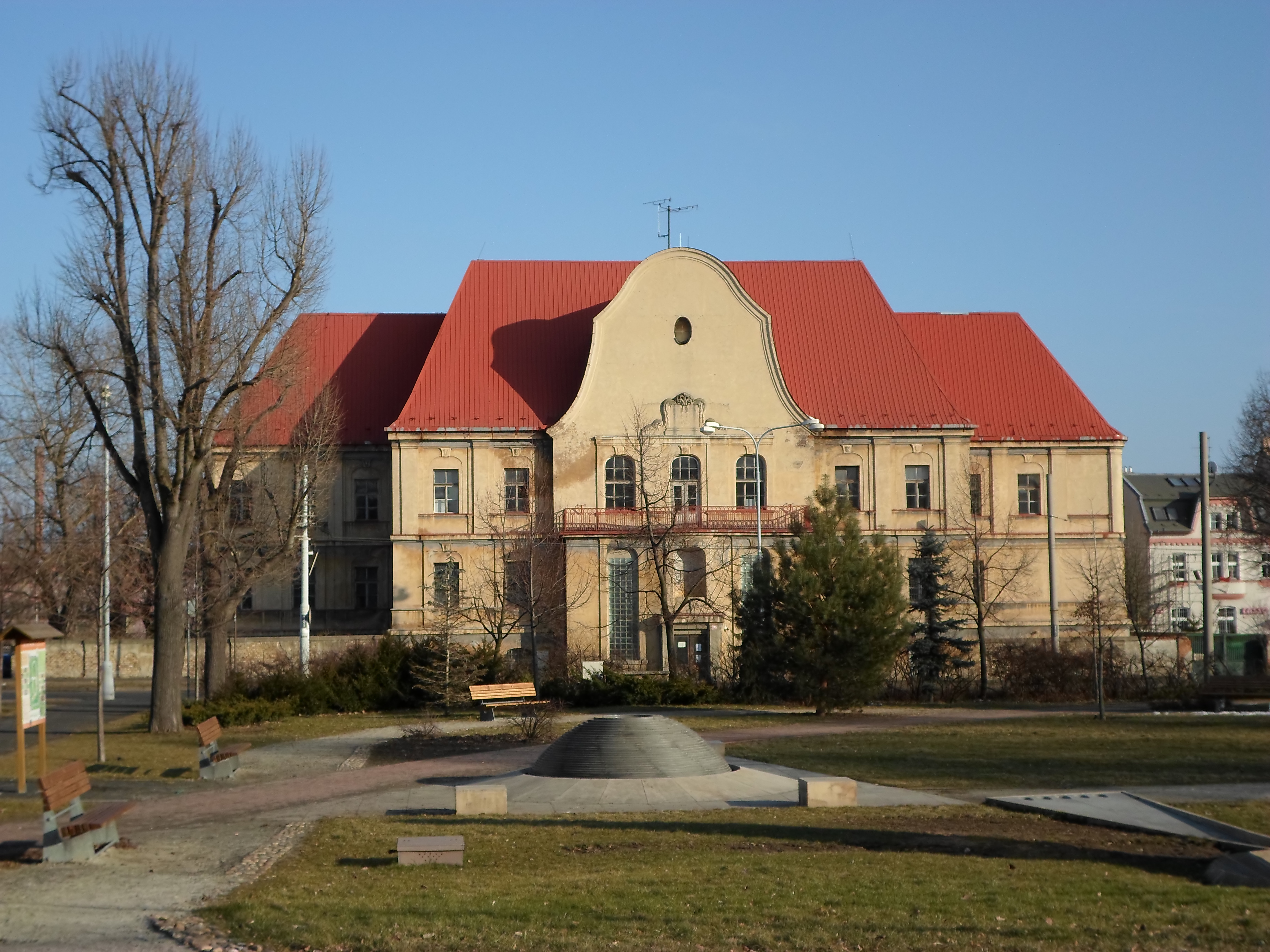
Chudobinec císařovny Alžběty v Chomutově, později sídlo Policie ČR v Libušině ulici
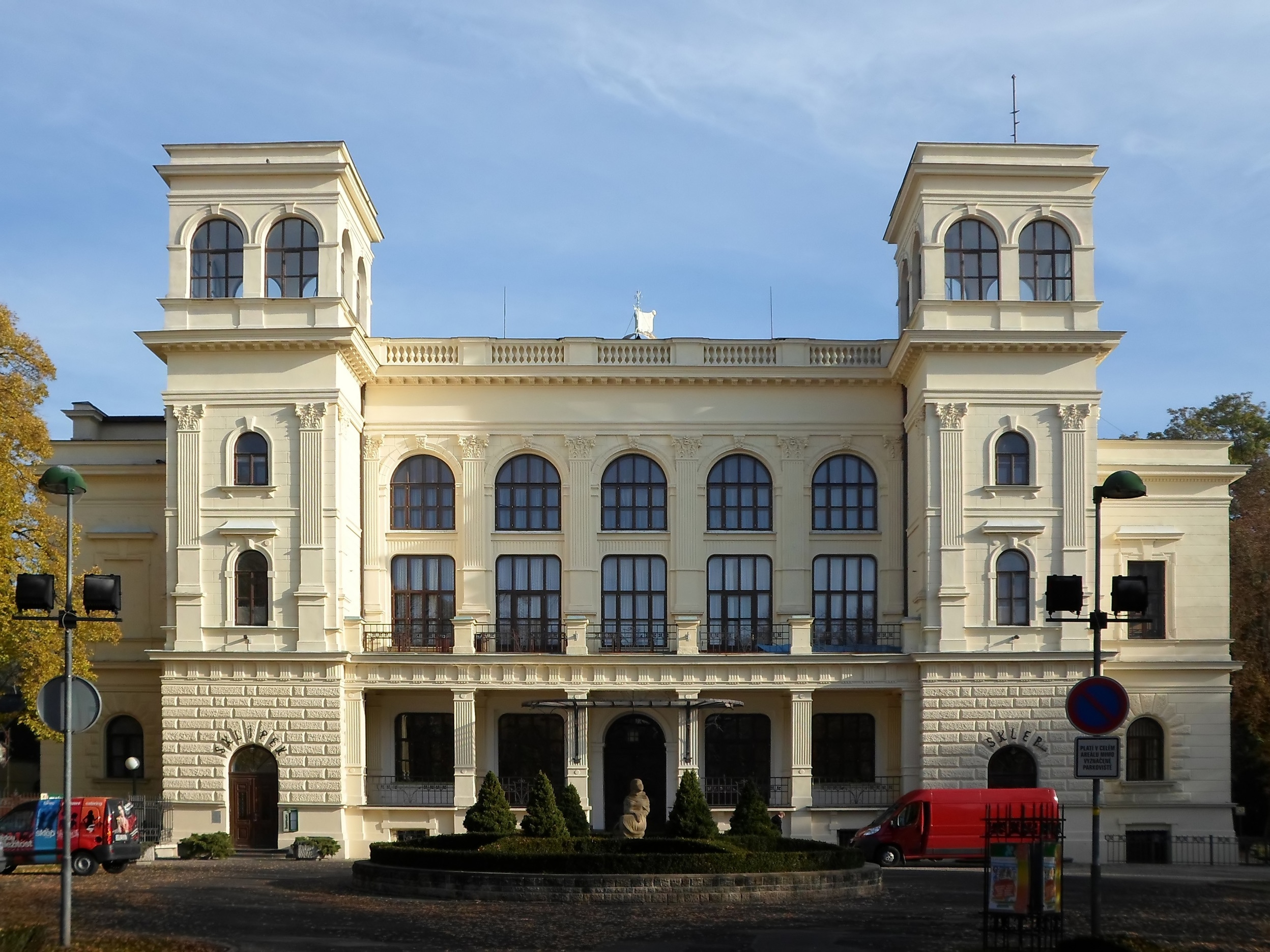
Městské divadlo
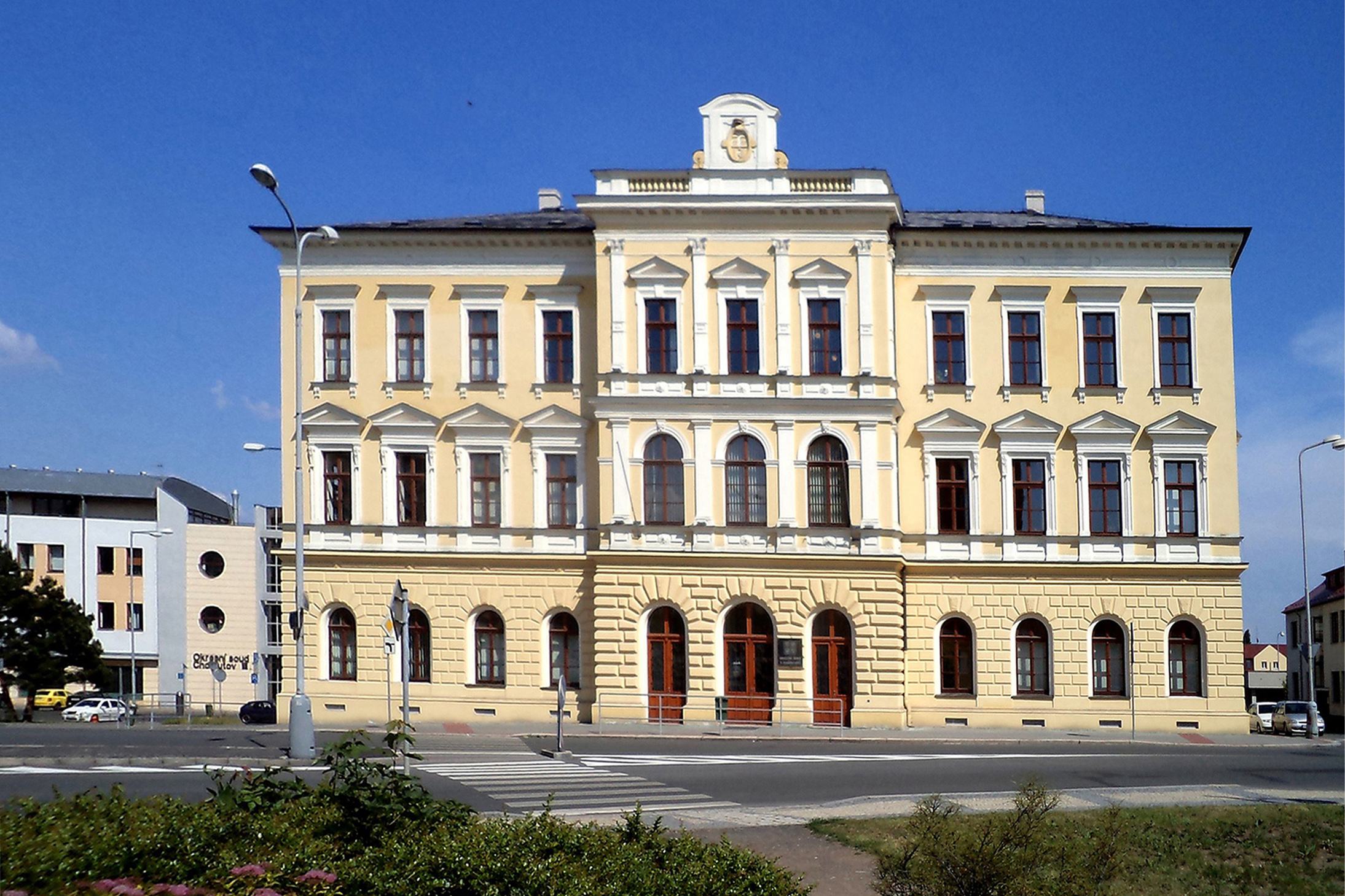
Budova okresního soudu
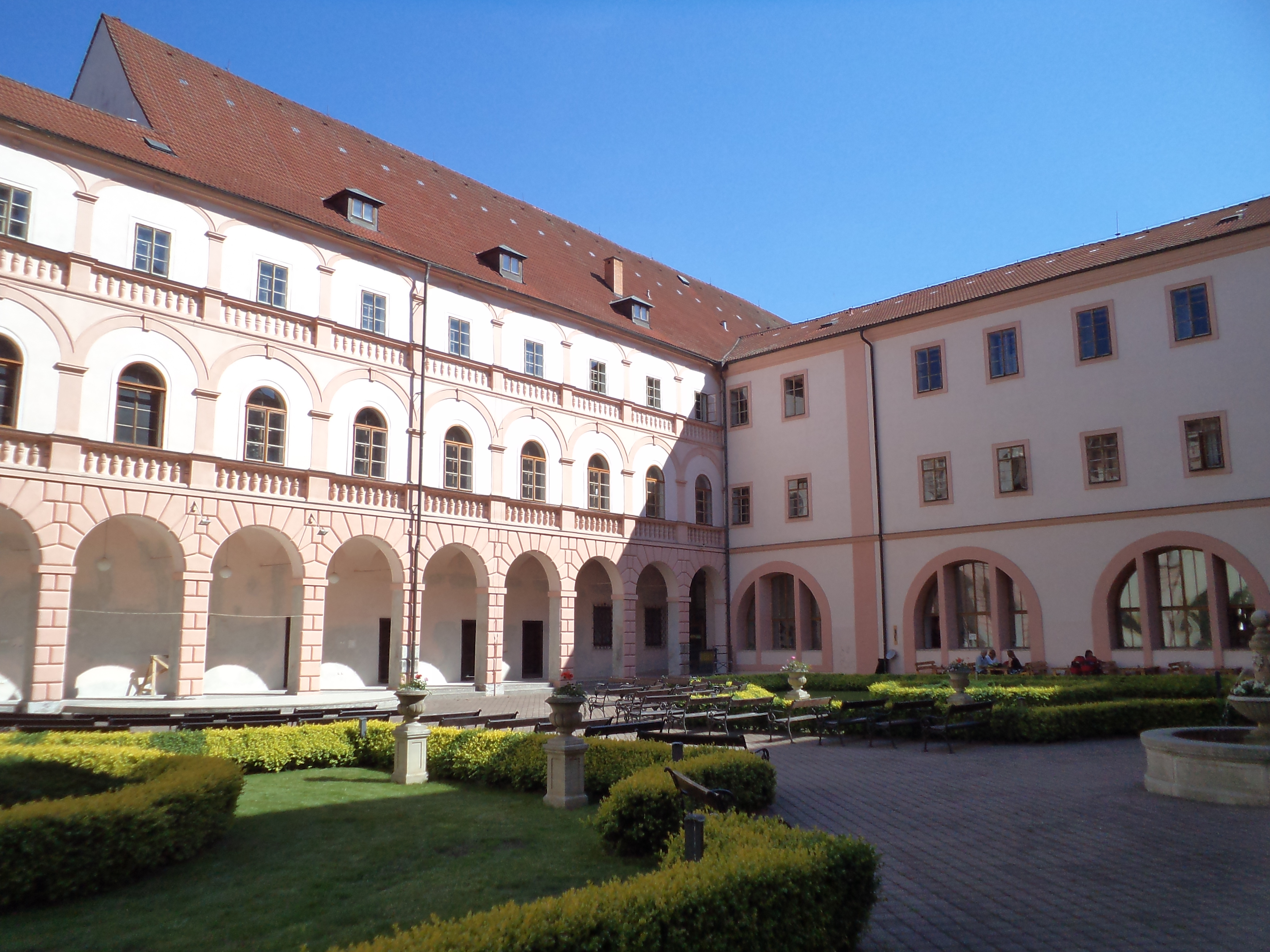
Nádvoří jezuitského areálu
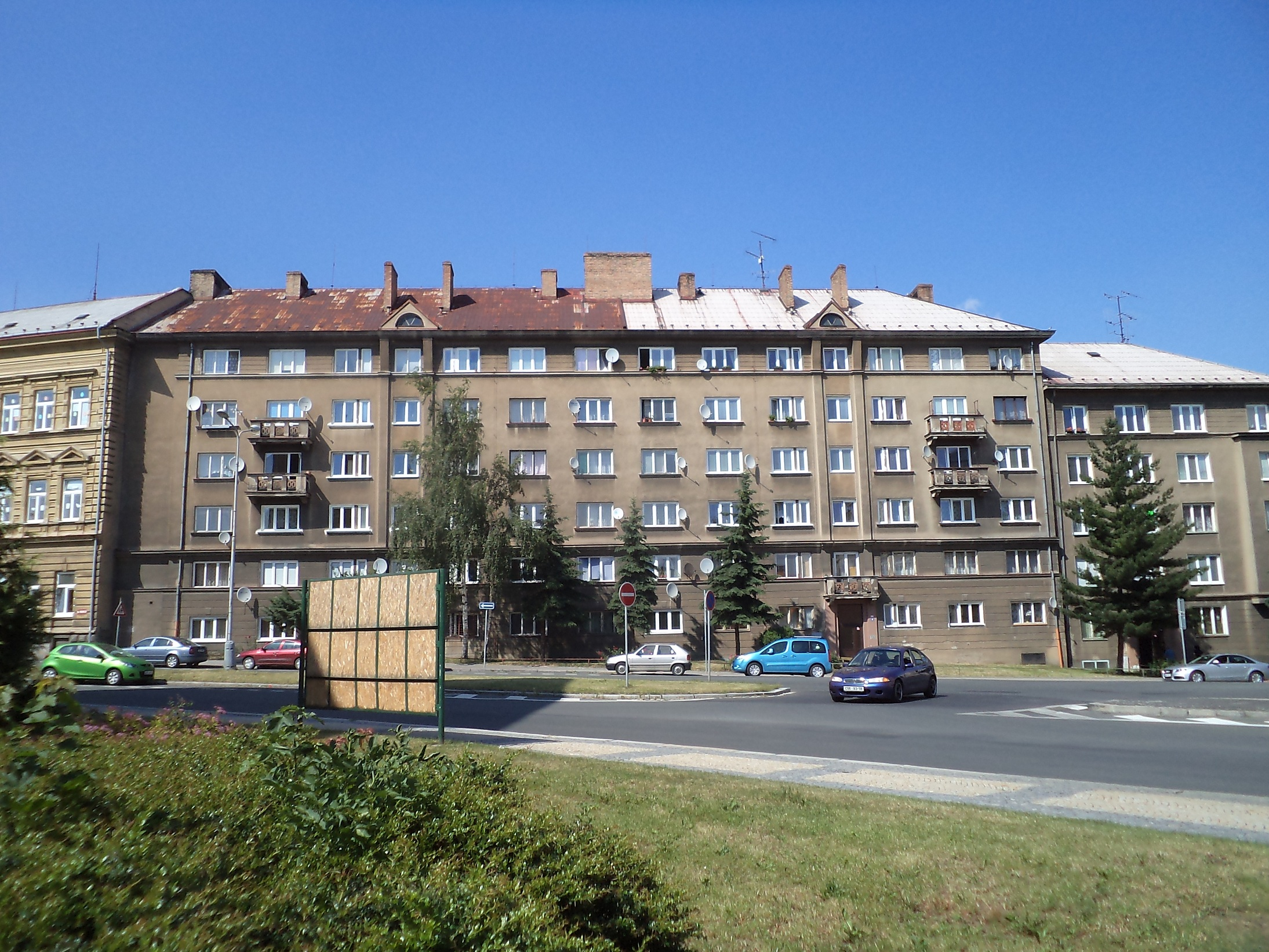
Poválečná zástavba v ulici Na Příkopech
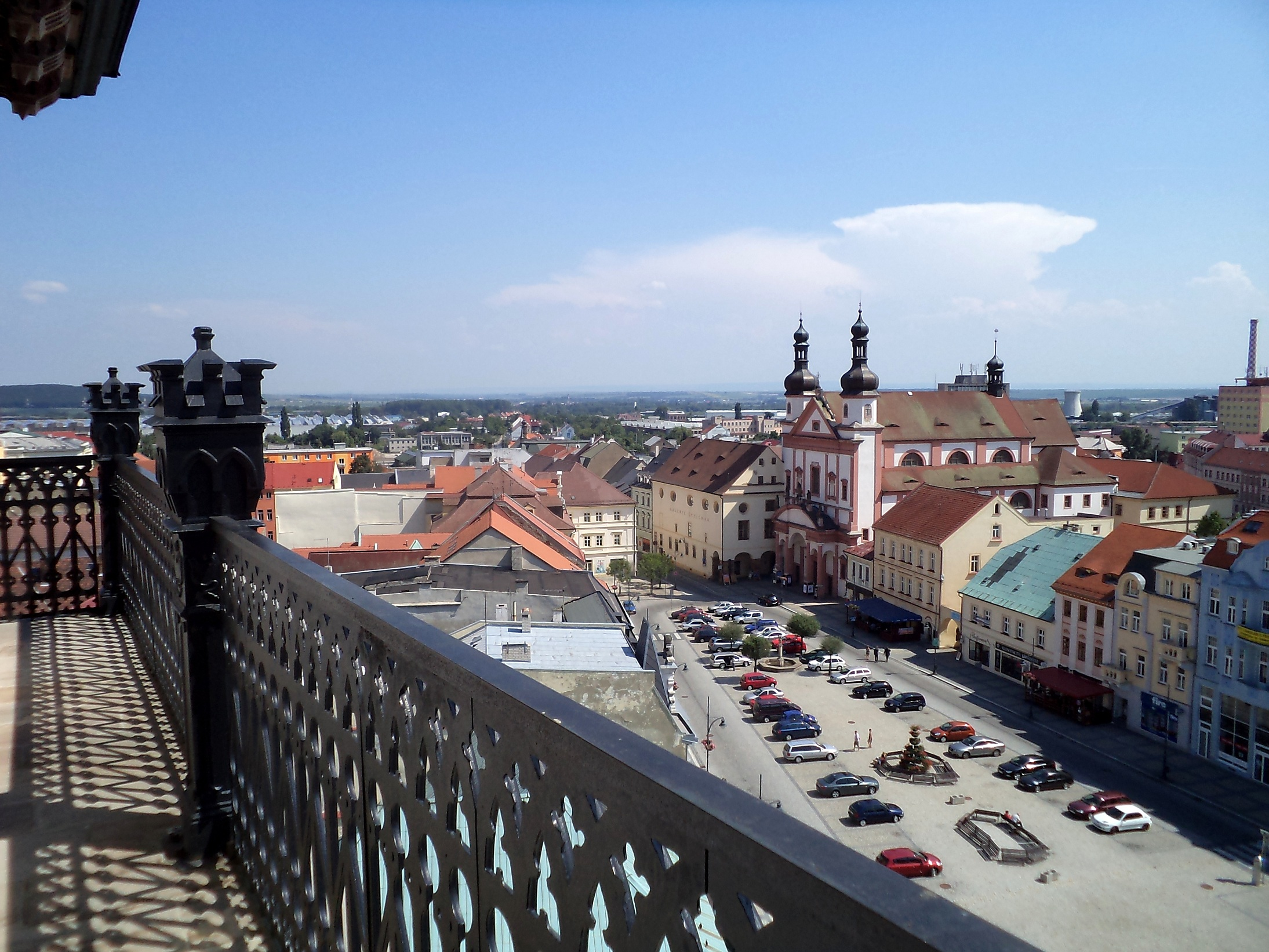
Náměstí z ochozu městské věže
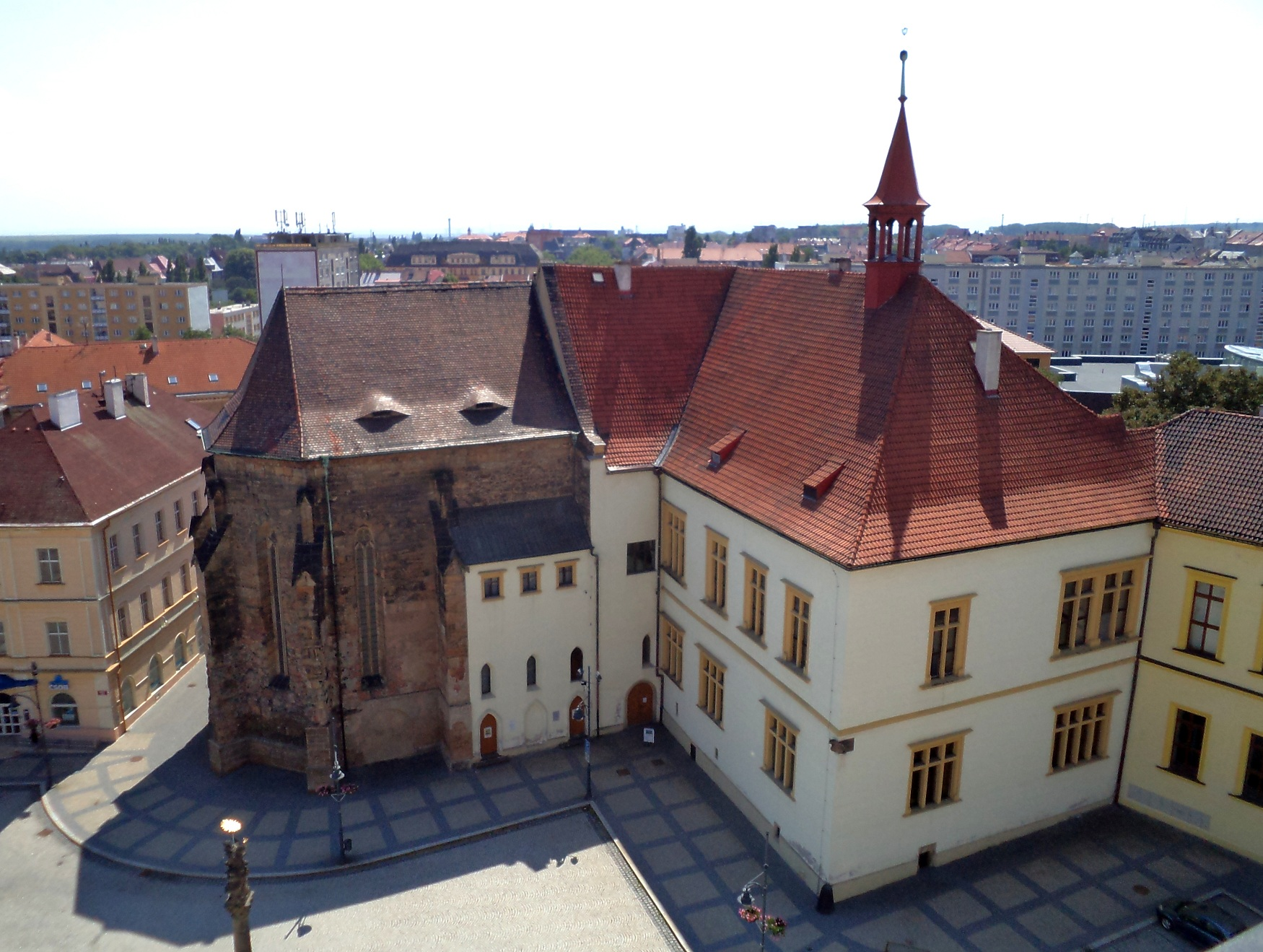
Radnice a gotický kostel svaté Kateřiny
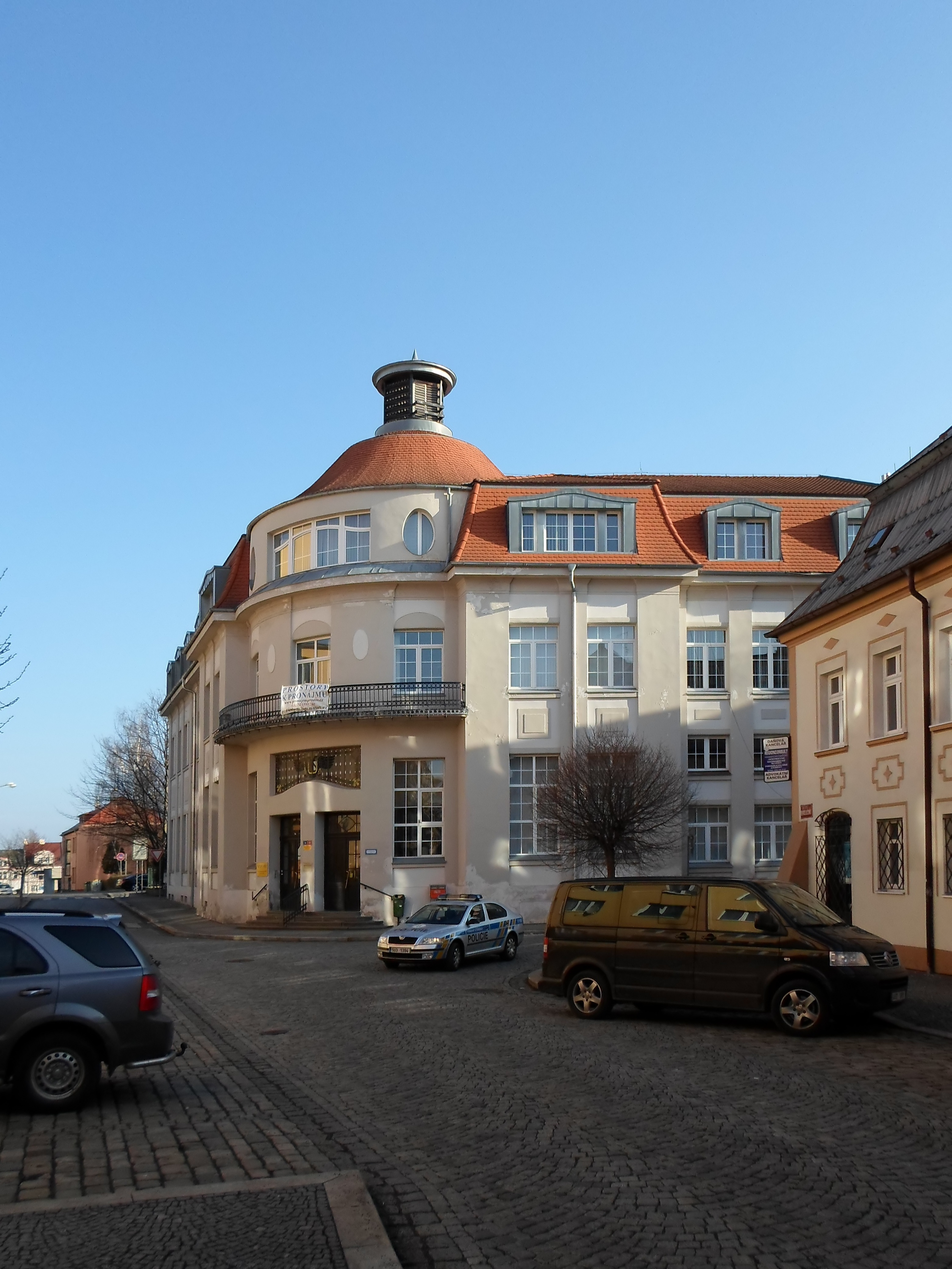
Starý poštovní úřad
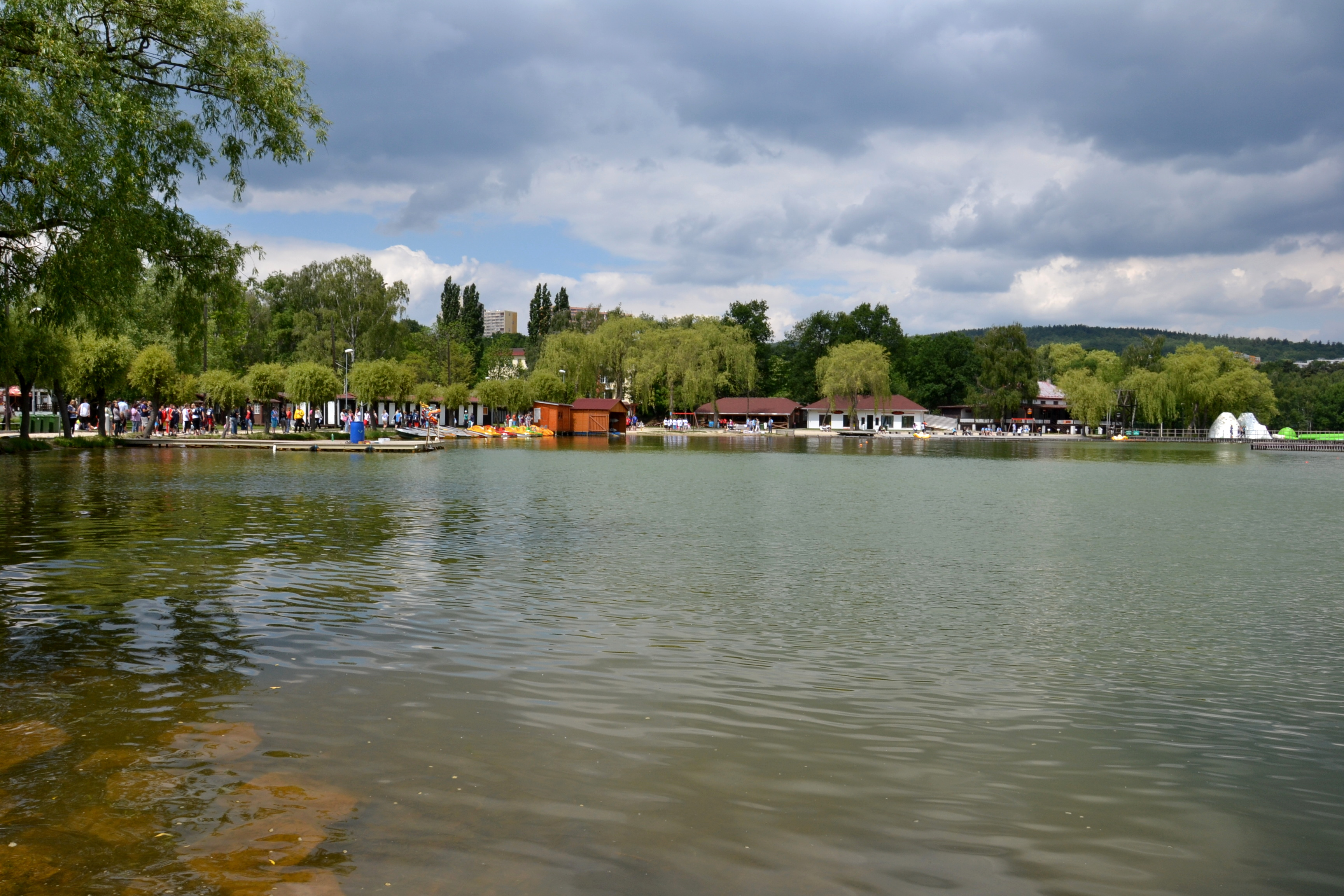
Kamencové jezero
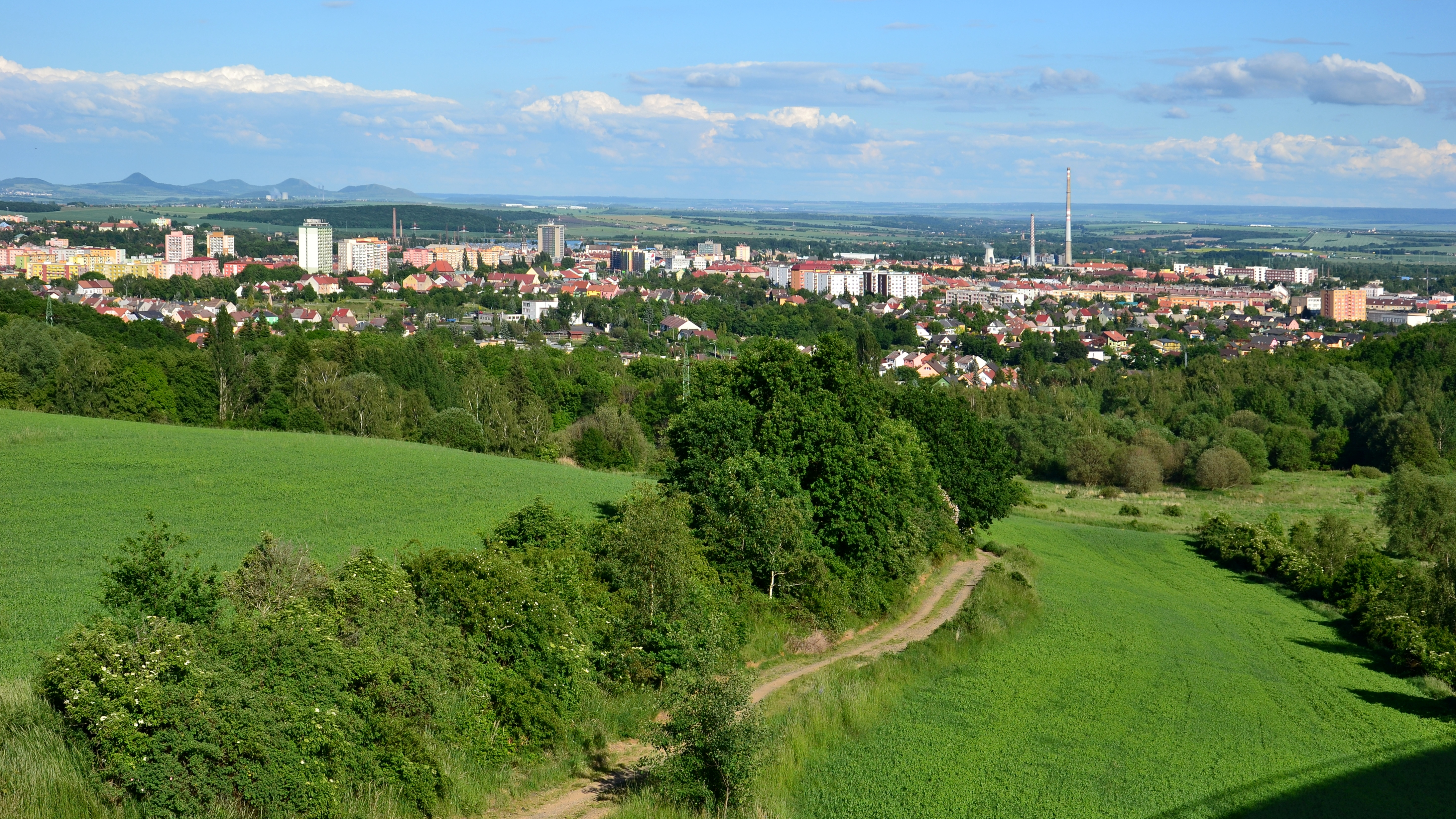
Celkový pohled ze severozápadu
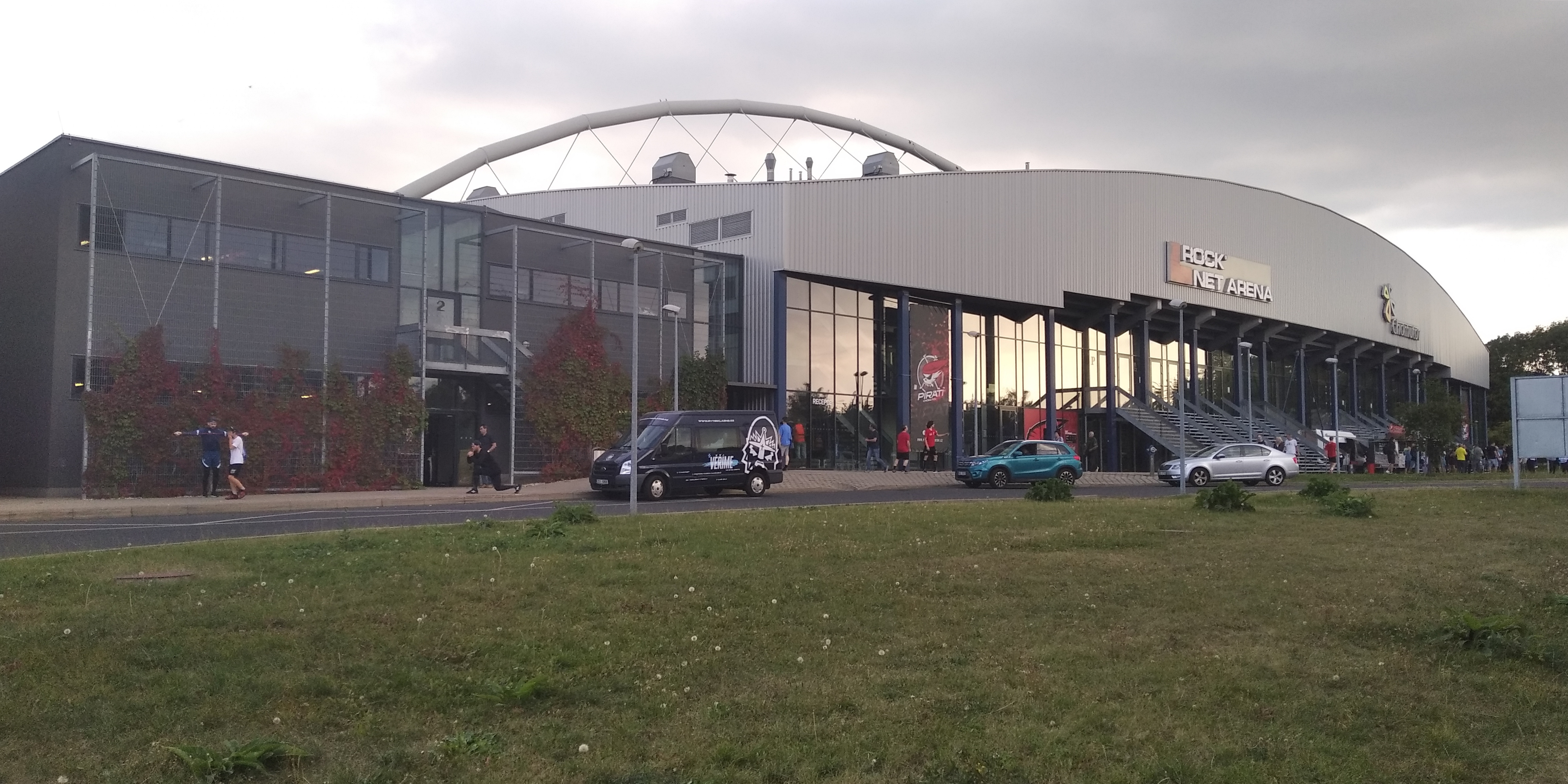
Rocknet aréna